# Tango Argentino

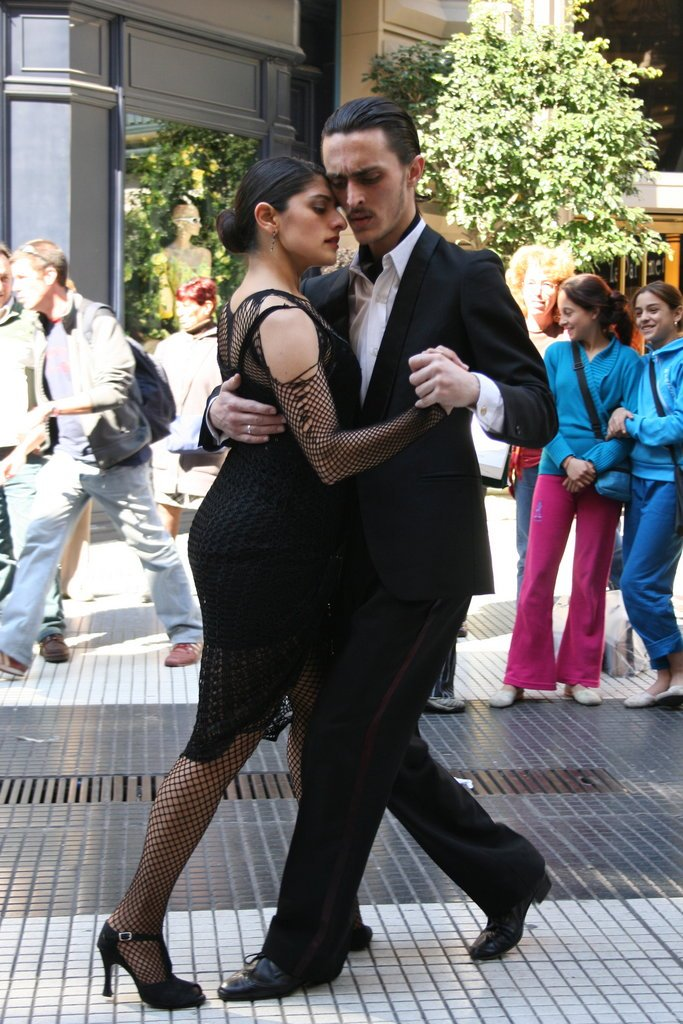
Ein Tanzpaar in den Straßen von Buenos Aires

Unter dem Oberbegriff Tango wird sowohl der Tanz als auch die Musikrichtung Tango verstanden.
Dabei hat der Tango auch in der Dichtung und im Gesang eigenständige Ausdrucksformen hervorgebracht. Seit dem Ende des 19. Jahrhunderts hat sich der Tango in verschiedenen Formen von Buenos Aires aus in der gesamten Welt verbreitet. Zur Unterscheidung gegenüber dem (gelegentlich europäischer Tango genannten) Standardtango des Welttanzprogramms wird die ursprünglichere (weniger reglementierte) Form des Tanzes und die zugehörige Musik weltweit Tango Argentino genannt. In Argentinien selbst ist die Bezeichnung nicht üblich, dort spricht man in der Regel schlicht von Tango. Der Tango gehört seit September 2009 zum Immateriellen Kulturerbe der Menschheit der UNESCO.

## Herkunft des Namens
Der Ursprung der Bezeichnung Tango ist ungeklärt und umstritten. Erstmals wird in dem Wörterbuch Diccionario provincial de voces cubanas von Esteban Pichardo aus dem Jahr 1836 erwähnt. Dort wird als Bedeutung angegeben: „Versammlung der aus Afrika neuangekommenen Neger, bei der diese zum Klang ihrer Trommeln und Pauken (tambores ó atabales) tanzen.“ Die Trommel wird im Tango wenig gebraucht, dagegen häufig in dem dem Tango verwandten Candombe. Auf der kanarischen Insel El Hierro gab es nach dem Breve diccionario von J. Corominas einen Tanz, der Tango genannt wurde. Da die Kanaren lange Zeit unter starkem portugiesischem Einfluss standen, könnte sich der Begriff vom portugiesischen Wort tanger („berühren“, „ein Instrument spielen“) herleiten, das wiederum vom lateinischen Verb tangere (tango = „ich berühre“) abgeleitet ist. Der portugiesische Einfluss erklärt auch die Bezeichnung tango andaluz aus dem 19. Jahrhundert. Es gibt die Theorie, dass sich der Begriff von tambo (von Quechua tampu) ableiten könnte. Dessen Bedeutung reichte im rioplatensischen Sprachgebrauch von Gasthaus bis Bordell oder „lärmendes Fest der Schwarzen“. So kam es 1808 in Montevideo zum Protest gegen los tangos de los negros, denen der Vizekönig Einhalt gebieten solle. Der Kunstkritiker Vicente Rossi schreibt dazu, dass a tocá tango bedeutete, sich zum Candombe zu treffen. Allerdings wurde der Begriff Tango zuerst in Europa auf Paartänze gemünzt. Bis in die 1920er Jahre wurden verschiedene Tänze mit diesem Namenszusatz versehen.

## Geschichte

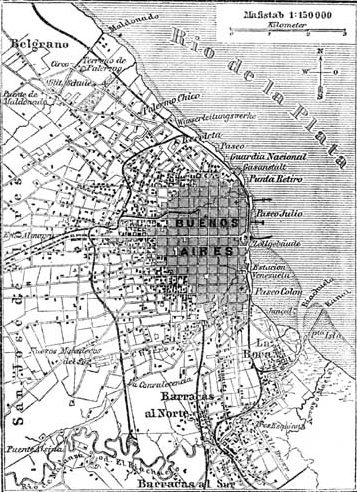
Buenos Aires 1888

### Soziale Situation der Einwanderer
Die Geschichte des Tango Argentino beginnt am Río de la Plata. In den Großräumen Buenos Aires und Montevideo trafen am Ende des 19. Jahrhunderts die verschiedensten Völker und Kulturen aufeinander. Getrieben von wirtschaftlicher Not in ihren Heimatländern und durch ein groß angelegtes Einwanderungsprogramm der argentinischen Regierung angezogen, erreichten allein zwischen 1880 und 1930 ca. 6 Mio. Neuankömmlinge die Hafenstädte am Unterlauf des Río de la Plata. Der zahlenmäßig größte Anteil der Einwandernden aus der alten Welt kam aus Südeuropa, wie Spanien und Italien, aber auch jüdische Einwandernde waren zahlreich vertreten. Eine weitere große Bevölkerungsgruppe waren die (größtenteils von englischen Händlern entführten) afrikanischen Sklaven.
Als die von der argentinischen Regierung geplante Landreform am Widerstand der Großgrundbesitzer scheiterte, verschlechterte sich die demographische Struktur. Zu den Einwanderern, denen es nicht gelungen war, im Hinterland Fuß zu fassen und die deshalb in die Hafenstädte zurückkehrten, kamen nun auch noch Abertausende von arbeitslosen Peones (Landarbeitern) und Gauchos aus der Pampa. Die schnell wachsenden Großstädte konnten diese Menschenströme kaum noch in ihren Mietskasernen aufnehmen. Es herrschte Arbeitslosigkeit und Elend. Hinzu kam ein spürbarer Frauenmangel, was Prostitution und Mädchenhandel (vornehmlich aus Osteuropa) förderte. Die Menschen, die voller Hoffnungen nach Südamerika ausgewandert waren, hatten nun keine Perspektiven mehr.

### Geburt des Tangos

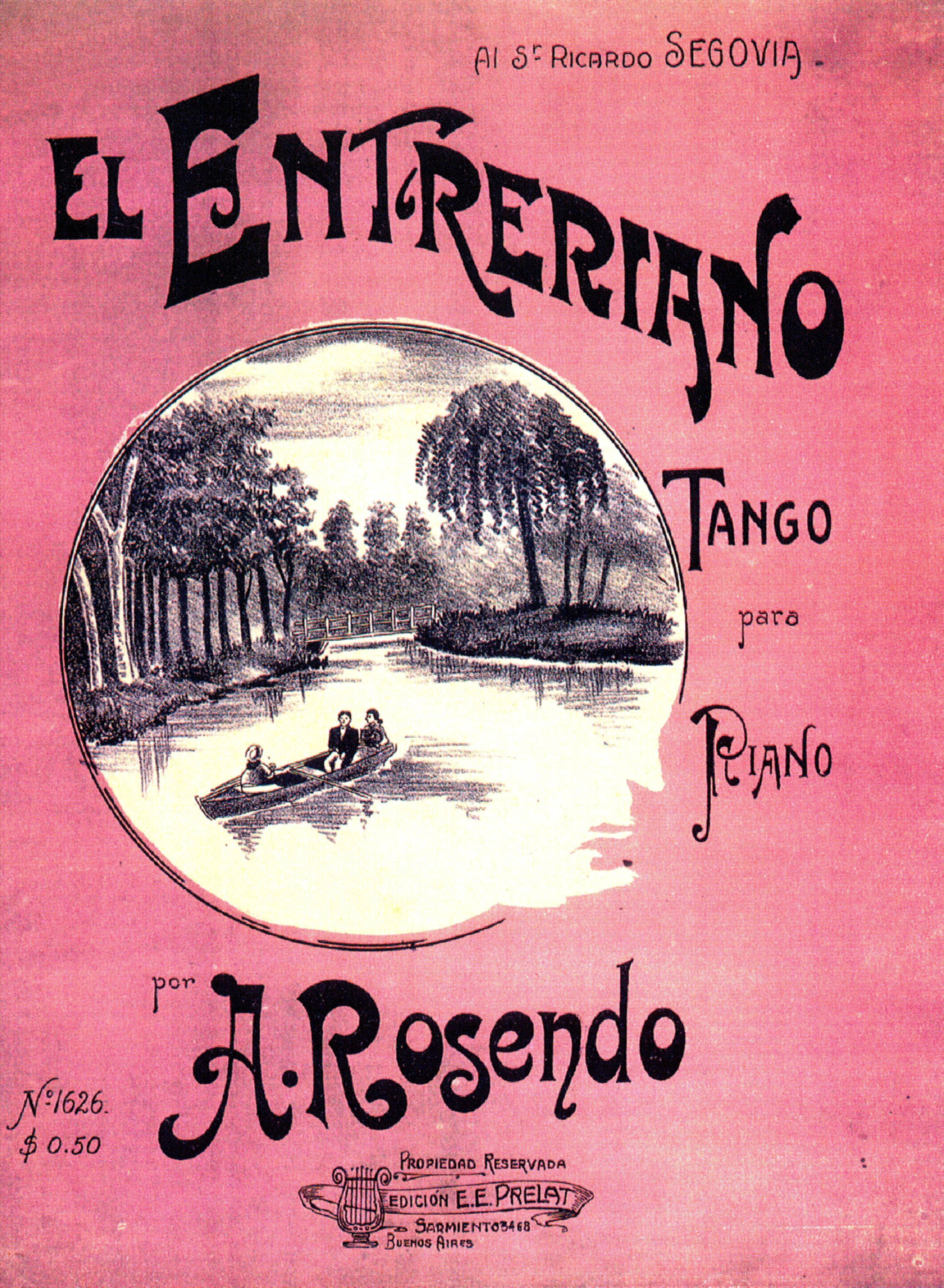
Titelblatt der Partitur von El Entreriano

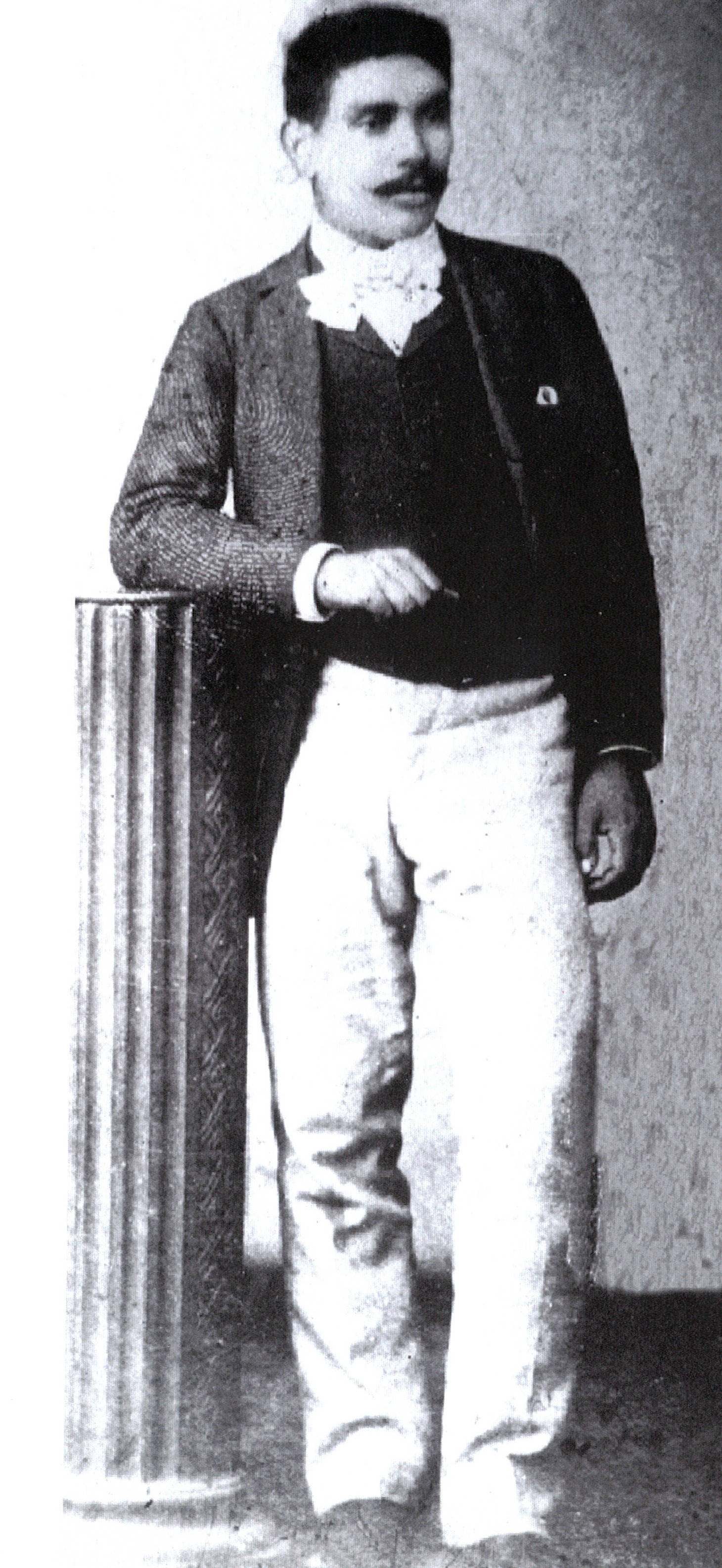
Anselmo Rosendo Mendizábal, der Komponist des ersten als Tango bezeichneten Musikstücks

Die musikalischen Elemente, die zur Entstehung des Tango Argentino beigetragen haben, sind vielfältig. Ein „Urtango“ ist nicht überliefert und so „… suchte man den Mangel durch Hypothesen anhand einiger Indizien oder anderer Hypothesen wettzumachen.“
Zwar sind die afroamerikanischen Elemente in Rhythmus und Choreografie des Tangos kaum noch zu erkennen, doch war der Candombe der Kreolen und Afrikaner ein wichtiger Einfluss. Ursprünglich war der Candombe eine kultische Tanzpantomime, in der Elemente afrikanischer Religionen und katholischer Heiligenverehrung verschmolzen. Nachdem der Kultgehalt immer mehr verschwunden war, trat sie ab 1870 zwischen Weihnachten und dem Dreikönigstag oder als Karnevalsumzug in Erscheinung. Da es während der Straßenfeste der Afrikaner angeblich zu blutigen Schlägereien kam, wurden sie jedoch bald von der Obrigkeit verboten. Dem Verbot begegneten die Tänzer durch die Gründung von Tanzhallen. Auch wenn sich die Tänze noch stark vom Tango in seiner späteren Form unterschieden, entstand in solchen Örtlichkeiten der Tango Argentino.
Ein ebenfalls wichtiger Einfluss ist die Habanera, die gelegentlich auch Tango Americano genannt wird. Ihre Entstehung wird um 1825 auf Kuba angesetzt und ab 1850 hatte sie in Spanien große Popularität erreicht. Ein noch heute populäres Beispiel für eine Habanera ist die gleichnamige Arie in der Oper Carmen von Georges Bizet. Sie erreichte den Río de la Plata auf dem Wege über Paris, denn die bessere Gesellschaft imitierte alles, was in Frankreich gefiel.
Auch der Einfluss mitteleuropäischer Einwanderer ist nicht gering. Aus Polen kam die Mazurka und aus Böhmen die Polka. Aus Deutschland wurde nicht nur das Bandoneon (das später für den Tango typischste Instrument) hinzugefügt. Als Tanz wurde von hier der Walzer und Ländler mit seinen Drehungen mitgebracht.
Ein weiterer, nicht ganz so offensichtlicher Beitrag (ab den 1870er Jahren) stammt von der Maxixe, dem sogenannten brasilianischen Tango, der im Wesentlichen die gleichen Ursprünge hat wie der argentinische. Sie gilt als der erste städtische Modetanz Brasiliens.
Aus diesem Sammelsurium städtischer Musik und Tänze, vermischt mit den ländlichen Payadas der Gauchos, entstand die städtische Milonga. Etwa um 1880 begann man in Buenos Aires und Montevideo zu dieser Musik zu tanzen. Später verlangsamten sich die leichten, fröhlichen Lieder der Milonga zum ernsteren Tango. Vicente Rossi hat den Tango als eine Milonga mit cortes y quebradas (mit „Schnitten und Brüchen“) gesehen, d. h. mit Pausen und Posen – ohne den kontinuierlichen Fluss der Milonga.
Flöte, Violine und Gitarre waren zunächst die Standardinstrumente der durch Kneipen, Tanzsäle und Straßen ziehenden Musiker. Später setzten sich Klavier und Bandoneón als typische Tangoinstrumente durch. In den Hafenvierteln, den Barrios (Stadtteilen) und den Arrabales (Vorstadt-Gebieten), in einem Milieu von Arbeitslosigkeit, Kleinkriminalität und Prostitution, wurde der Tango zum Ausdruck existentieller Not und menschlicher Einsamkeit des Porteño (span.: Hafenstadtbewohner – so bezeichnen sich die Einwohner von Buenos Aires selbst).
Die erste veröffentlichte Partitur, die als Tango für Klavier bezeichnet wurde, trägt den Titel El Entreriano und stammt aus der Feder von Rosendo Mendizábal.

### „La Guardia Vieja“: Der Tango wird salonfähig

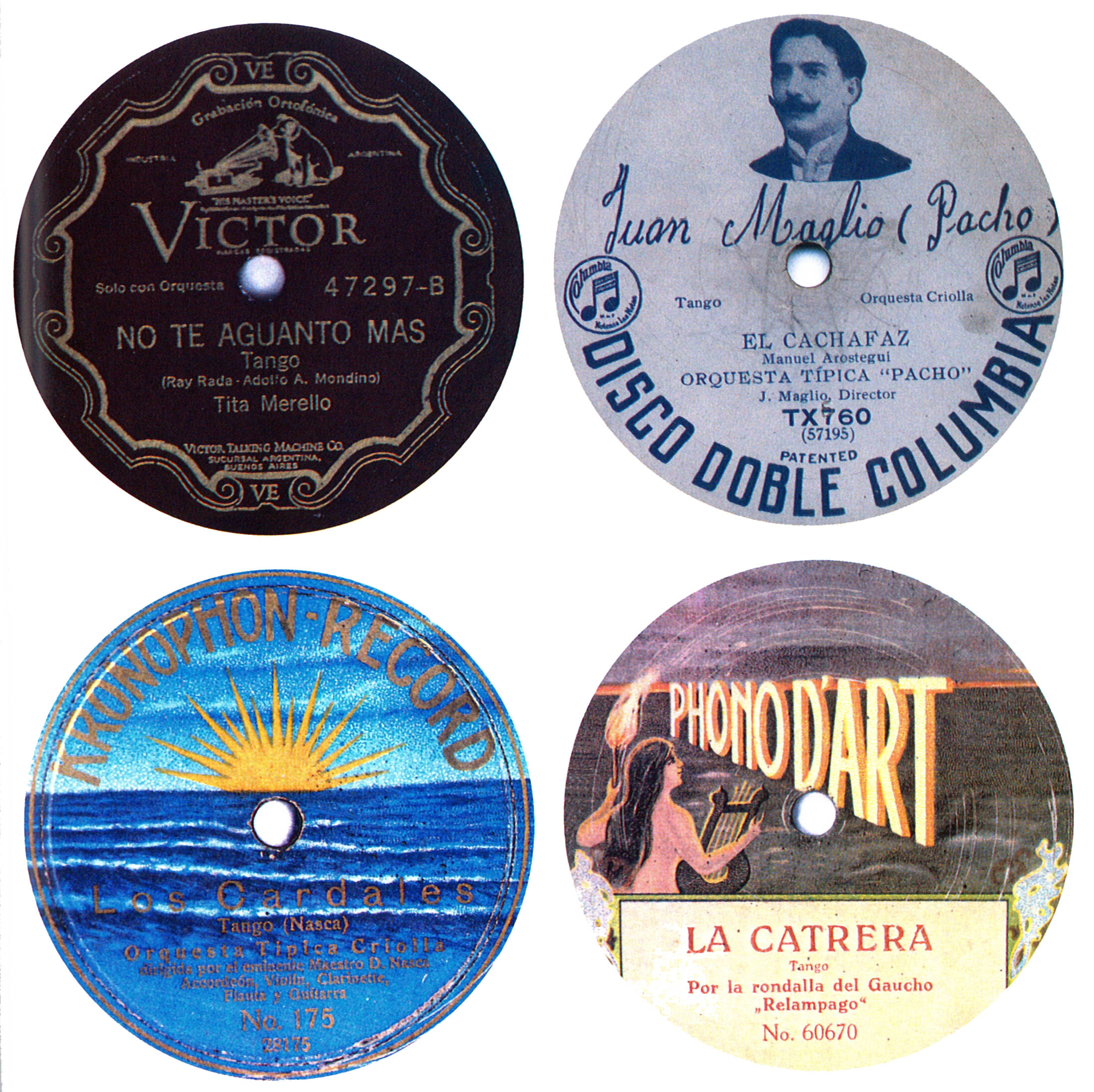
Schallplattenlabels aus der Zeit der Guardia Vieja

Die Zeit zwischen 1880 und 1917 wird als die Epoche der Guardia Vieja („Alte Garde“) bezeichnet. Von den ca. 30 namhaften Musikern dieser Zeit sind kaum biographische Einzelheiten bekannt. Die meisten entstammten bitterarmen Einwandererfamilien und konnten durch ihre Musik ein bescheidenes Auskommen erreichen. Die repräsentativste Gestalt ist Ángel Villoldo, ein waschechter Criollo (das sind die Einwohner von Argentinien vor den großen Einwanderungswellen, vgl. auch Kreolen). Er hatte als Fuhrmann und in Schlachthöfen gearbeitet, war später Zirkusclown und Journalist. Der Volksmund gab ihm den Ehrentitel El papá del tango criollo. Er war Sänger und Gitarrist und spielte eine an einem Gestell befestigte Mundharmonika. Er erkannte bald die Möglichkeiten der neuen Medien Schallplatte, Film und Radio, die wesentlich zum Erfolg des Tangos beitrugen. Sein berühmtestes Stück mit dem zweideutigen Titel El choclo (Der Maiskolben) stammt aus dem Jahre 1903 und wurde schon kurz danach auf Schallplatte veröffentlicht. 1907 unternahm er mit Alfredo Gobbi und dessen Ehefrau eine Reise nach Paris und machte dort für die argentinische Firma Gath y Chaves Tonaufnahmen. Die Gobbis blieben in Paris, veröffentlichten dort zahlreiche Tangos und gründeten eine Tanzschule, in der sie den neuen Tanz unterrichteten.

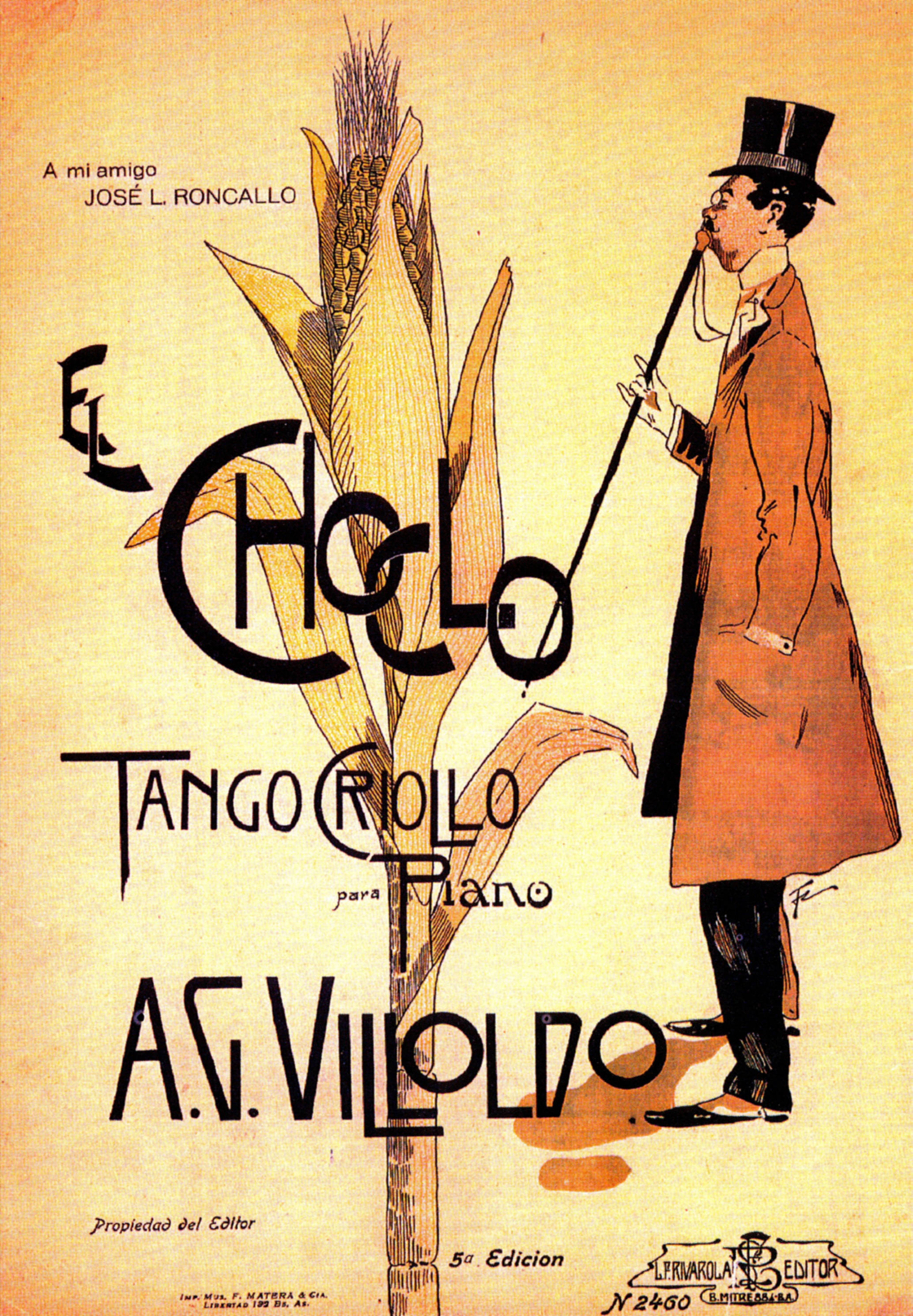
Titel der Partitur eines der bis heute populärsten Tangos: El Choclo

Bereits ab 1890 war der Tango fester Bestandteil der Volkskultur am Río de la Plata geworden. Doch in der Oberschicht galt er aufgrund seines Ursprungs in den Einwanderervierteln und Bordellen auch weiterhin als Ausdruck von Verkommenheit, Zweideutigkeit und Hoffnungslosigkeit. Von konservativen Journalisten und Teilen der Oberschicht wurde er ignoriert oder in Verruf gebracht. Die Mehrheit der Bevölkerung ließ sich davon allerdings nicht stören und strömte zu den Milongas (den Tanzveranstaltungen).
Der Tanz war zu Beginn ein aufeinander abgestimmtes Gehen. Die Frau wurde von ihrem Partner mit einem sehr hoch erhobenen Arm umarmt, die Gesichter, Beine und Körper waren eng aneinandergedrückt. Die Armhaltung war senkrecht (d. h. »choclio«), der rechte Arm des Mannes umfasste die Schulter der Frau ganz fest. Ab 1895 änderte sich die Tanzhaltung und man nahm die Haltung der „Schwarzen“ an: die linke Hand des Mannes gegen das Bein, mit dem rechten Arm wurde die Taille der Frau umfasst und nicht mehr die Schultern. Als Tanz blieb der Tango derselbe. Mit der Entwicklung all der neu aufkommenden Tanzfiguren wurde es allerdings nötig, die Körper von der Taille abwärts auseinanderzuhalten und den Beinen Bewegungsfreiheit zu verschaffen.
In allen Vierteln gab es Tänzer, die Epoche machten. Ein Beispiel ist um 1900 Casimiro Aín. Papst Pius X. hatte eingegriffen und den Tango als sündhaft bezeichnet und den Gläubigen verboten. Casimiro Aín reiste nach Europa und schaffte es, mit einer Botschaftssekretärin vor dem Heiligen Stuhl zu tanzen und den Papst zur Rücknahme des Dekrets zu bewegen. Ein anderer berühmter Tänzer war ab 1910 Benito Bianquet, genannt El Cachafáz.
Kurz vor dem Ersten Weltkrieg gelang dem Tango endgültig der Sprung über den Atlantik in die Salons und Bars von Paris, Berlin, Rom und Wien. In Europa stand man diesem neuen Tanz mit gemischten Gefühlen gegenüber. In Rom verbot Viktor Emanuel III. von Savoyen den argentinischen Tango anlässlich der Bälle im Quirinalspalast. Ebenso verboten Kaiser Wilhelm II., der König von Bayern und Kaiser Franz Joseph ihren Offizieren in Uniform den Tanz. In der österreichischen Hauptstadt Wien existieren Dokumente, die belegen, dass der argentinische Tango explizit von dem 23. Ball der Stadt Wien (stattgefunden etwa zwischen 1920 und 1930) ausgeschlossen wurde. Seit 2017 ist der argentinische Tango mit einer Milonga bei dem Ball der Technischen Universität Wien in der Hofburg vertreten und ist inzwischen ein fester Bestandteil der traditionellen Wiener Balllandschaft.
In Paris wiederum, avancierte Tango vor dem Ersten Weltkrieg zum erfolgreichen Modetanz, sodass einige Orchester vom Río de la Plata in der Alten Welt Erfolge feiern konnten. Da Paris in jener Zeit das Nonplusultra der Eleganz war, wurde der Tango auch im übrigen Europa bekannt und beliebt. Mit der Akzeptanz in Paris, das auch am La Plata als modisches Vorbild galt, wurde der Tango auch von der Oberschicht der argentinischen und uruguayischen Gesellschaft akzeptiert, und es entwickelte sich der Tango de salón.

„Für den Tango existiert kein Volk als abstrakte Einheit oder als Ideal. Der Tango kennt nur den Menschen aus Fleisch und Blut.“

Um den „anzüglichen“ Tanz aus den südamerikanischen Vororten an die Bewegungskonzepte des europäischen Tanzsaals anzupassen, entwickelten englische Tanzlehrer und Choreographen den europäischen Standardtanz Tango. Heute gehört er als Gesellschaftstanz zu den Turniertänzen. Auch andere Formen des Tangotanzes wurden entwickelt (konnten sich aber nicht durchsetzen): Maurice Tango, Santley Tango und zwei verschiedene „Tango Argentinos“, von denen der eine aus New York stammte.

### „La Guardia Nueva“ und der „Tango Canción“

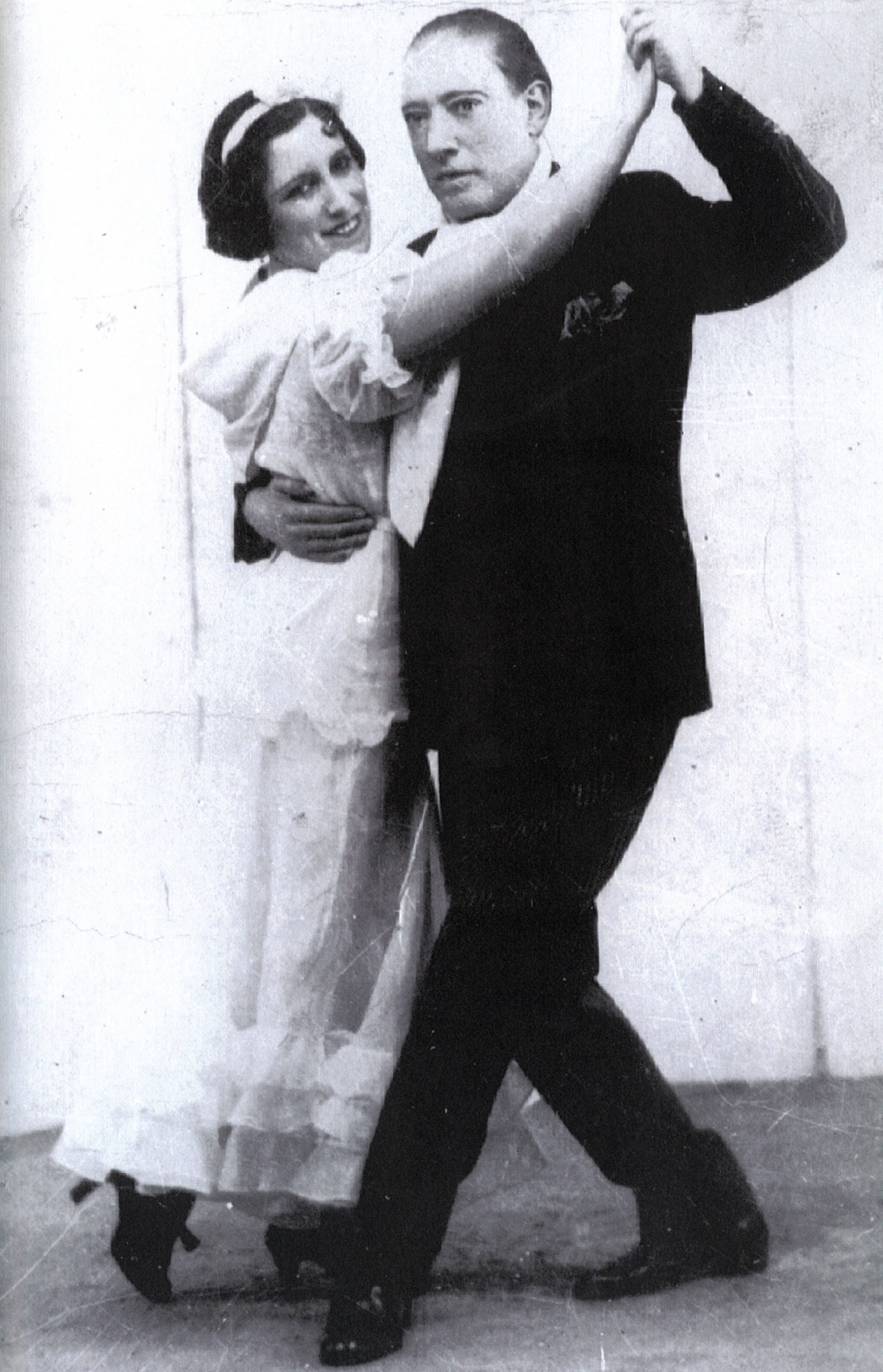
Benito Bianquet „El Cachafáz“ und Carmen Calderón

Die Präsidentschaftswahlen von 1916 brachten den Vertreter der Radikalen Bürgerrechtsreform (UCR) Hipólito Yrigoyen an die Macht in Argentinien. Für die Mehrheit der Bevölkerung bedeutete sein Regierungsantritt das Ende einer Ära des sozialen Unrechts und politischer Willkür. Yrigoyen war im Volk beinahe ein politischer Mythos und galt als Mensch mit moralischer Integrität, auch wenn fast alle Gesetzesprojekte, die er im Kongress einbringen ließ, scheiterten.
Auch der Tango änderte sich und eine neue Generation von Musikern, die Guardia Nueva, veränderten den Tango. Sie waren ausschließlich professionelle Musiker und hatten dementsprechend einen hohen Grad an technischen Fähigkeiten und künstlerischer Ausdrucksfähigkeit erreicht. Mit der Epoche der Guardia Nueva erreichte der Tango als Kunstform mit Musik, Tanz und Text seine klassische Ausprägung. Eduardo Arolas, den man den Tiger des Bandoneons nannte, erneuerte das Bandoneonspiel grundlegend. Obwohl er keine Noten lesen konnte, war er auch als Komponist von überragender Bedeutung. Sein Stück Noche de Garufa gehört bis heute zum Standardrepertoire jedes Tangomusikers und jedes Orquesta típicas. Arolas starb bereits 1924 im Alter von nur 32 Jahren in Paris. Angeblich wurde er von einem Zuhälter erstochen.

„Wer tanzte, hatte einen Beruf, er war kein Herumtreiber.“

Nicht alle berühmten Tänzer wurden Profis, aber wer bei Tanzwettbewerben zu Ansehen gelangt war, dem folgten die Tangobegeisterten auch zu den Tanzsälen, die er besuchte. Viele der legendären Tänzer wurden Gastgeber ihrer eigenen Milonga, üblicherweise verbunden mit einer eigenen Tanzschule. Stilbildende Tänzer dieser Epoche waren Bernardo Undarz (El Mocho), Carmen Calderón, José Giambuzzi (El Tarila) oder auch Negro Alfredo, die oft bis in das hohe Alter in ihrem Beruf wirkten.
Um 1917, als Carlos Gardel Mi noche triste aufnahm, begann die Ära des Tango-Liedes. Das Stück mit der Musik von Samuel Castriota und dem Text von Pascual Contursi gilt als erster klassischer Tango Canción. Der gesungene Tango mit seinen deutlichen (und auch sozialkritischen) Texten wurde für das breite Publikum immer wichtiger. Die Oberschicht engagierte zwar gerne die besten Tangoorchester für exklusive Salonveranstaltungen, aber nur unter der Bedingung, sich tadellos zu benehmen und keine Tangotexte zu singen. Doch die Lieblinge des Publikums waren während der gesamten 20er Jahre Sängerinnen und Sänger. Ein landesweiter Schock war der Unfall-Tod Gardels 1935. Dem Kult um den Sänger mit den Beinamen Zorzal (die Amsel), El Mago (der Magier) und schließlich El Mudo (der Stumme) wird bis heute in Argentinien und Uruguay gehuldigt.
Verfasst sind die Texte des Tango Canción gelegentlich in Lunfardo, der argentinisch-uruguayischen Gauner- und Umgangssprache. Die Thematik der Tangotexte, oft von renommierten Librettisten verfasst, folgt dabei größtenteils festen Regeln. Besungen wird der von seiner Angebeteten verlassene Liebhaber, der seinen Weltschmerz bei Alkohol und Glücksspiel oder bei seiner Mutter vergessen will. Die nie alternde junge Frau ist meist die bestimmende Figur, der emotional und/oder finanziell ruinierte Mann das Opfer – wobei es auch immer Sängerinnen gab, für die auch Texte aus der anderen Perspektive geschrieben wurden.
Trotzdem ist das Interesse vieler Tango-Dichter an Frauenbildern, die der Prostitution entstammen, sowie deren männlichem Pendant aus dem Zuhältermilieu auffällig.

„Das Lunfardo ist ein Fachvokabular wie viele andere, ist die Technologie des Würgegriffs von hinten (furca) und des Dietrichs (ganzúa).“

Tangos, die sich sozialkritisch oder politisch äußerten, wurden keine Schlager; die einfache Bevölkerung identifizierte sich mit den besungenen Helden und verlangte eine romantisch-fatalistische Thematik – und so blieb die Entwicklung recht einheitlich.

### Goldenes Zeitalter des Tangos
Zwar hatte Argentinien bis Ende der 1930er Jahre keines seiner wirtschaftlichen und politischen Probleme wirklich gelöst, doch äußere Umstände verhalfen dem Land zwischenzeitlich zu einem Aufschwung. Das Land lieferte Fleisch und Getreide für das vom Zweiten Weltkrieg heimgesuchte Europa und erlebte dadurch den größten wirtschaftlichen Aufschwung seiner Geschichte und wurde zum reichsten Land des amerikanischen Subkontinents. Von 1946 bis 1955 regierte Juan Perón in seiner ersten Amtszeit. Die peronistische Partei Partido Laborista (Arbeiterpartei) war mit einer Mehrheit von 56 % der Stimmen gewählt worden.

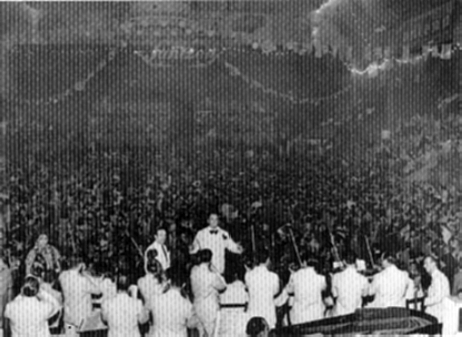
Karnevalsveranstaltung in den 1930ern

Die Zeit zwischen 1935 und 1955 wird als das Goldene Zeitalter des Tangos bezeichnet. Die Menschen besaßen genügend Geld, um sich am Wochenende zu vergnügen, und in jedem Viertel entstanden neue Tangoorchester. Das Radio hatte alle Haushalte erreicht, und von Radiosendern wie Radio Belgrano, Radio Splendid oder Radio El Mundo wurden regelmäßige Tangosendungen mit fest engagierten Orchestern ausgestrahlt. Um 1935 führte Juan D’Arienzo mit seinem Orchester eine stark rhythmusbetonte und nicht mehr so verspielte Tangomusik ein, die leicht zu tanzen war, und verhalf dem Tango zu weiterer Verbreitung. Er wurde deshalb auch Rey del compas (König des Rhythmus) genannt.
Die Tanzveranstaltungen wurden immer größer, und um den akustischen Anforderungen der Tanzsäle zu genügen, wurden auch die Tangoensembles immer größer. Aus dem früheren Sexteto Típico wurde das Orquesta Típica mit vier oder fünf Bandoneons, mehreren Geigen, Bratsche, Cello, Klavier und Kontrabass. In diesen Orchestern mit bis zu 100 Musikern hatten die Sänger allerdings kaum noch Platz. Die musikalische Qualität der Orchester von Carlos Di Sarli, Aníbal Troilo oder Osvaldo Pugliese war auf höchstem Niveau, und die Musik dieser Zeit ist auch heute noch die Basis jeder Milonga. Es war die Blütezeit des Tango de Salón.

„Früher tanzte man Schritte. Ein Schritt ist eine statische Figur. Zum Beispiel die Rueca, ein alter Schritt. Irgendso ein Typ erfand die Rueca, er fing an, sie auf der Milonga zu zeigen, und schon wollte die ganze Welt sie nachmachen. Seit den vierziger Jahren improvisieren dagegen die Tänzer eher, sie beginnen Formen zu tanzen, die sich dann vermischen.“

Die Tänzer des Goldenen Zeitalters entwickelten die Figuren und Drehungen, wie sie bis heute getanzt werden: Voleos, Ganchos, Ochos, Quebradas und viele mehr. Berühmte Namen sind José Orradre (El Vasquito) und Carlos Alberto Estévez (Petróleo). Ihre Karriere als Tanzpaare begannen in dieser Zeit beispielsweise Pepito Avellaneda und Suzuki, Jorge und Mary Márquez, oder Juan Carlos Copez und Maria Nieves. Ab 1948 begannen Mingo und Esther Pugliese öffentlich aufzutreten.
Anfang der 1950er Jahre wurden andere Musikstile populär. Die Teenager hörten wie überall auf der Welt lieber Rock ’n’ Roll und später Beat- oder Rockmusik. Als Perón 1955 von den Militärs gestürzt wurde, ging es mit den großen Orchestern endgültig bergab, denn die Regierung hatte die argentinische Kultur durch Zuschüsse, Gesetze und Quotierungen gefördert und unterstützt. Als die kulturprotektionistischen Schutzwälle fielen, wurde deutlich, dass sich viele Argentinier nicht mehr für den Tango interessierten. Aber es war genau dieses gesellschaftliche Desinteresse, das den Tango nunmehr für viele linke Intellektuelle interessant erscheinen ließ. Im Kontext zunehmender gesellschaftlicher Polarisierung sahen sie in ihm eine sich vorzüglich eignende politische Ressource, um allgemeine Kulturkritik zu üben.

### Astor Piazzolla und der „Tango Nuevo“

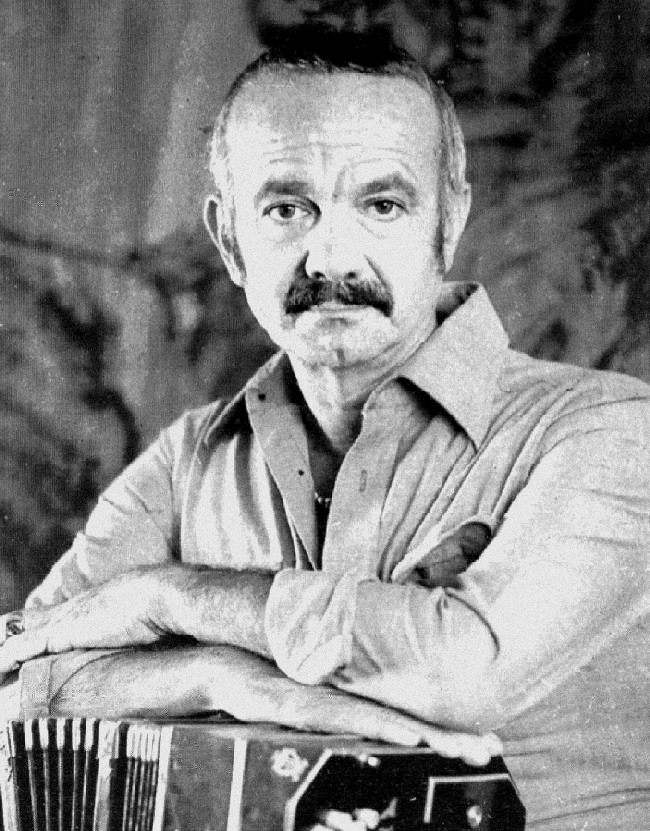
Astor Piazzolla im Jahr 1971

Astor Piazzolla (1921 in Mar del Plata geboren und vom vierten bis achten Lebensjahr in New York lebend) hatte zu Beginn ein größeres Interesse am Jazz und an der Musik von Johann Sebastian Bach als am Tango. Erst Carlos Gardel ermöglichte dem dreizehnjährigen Jungen (als er ihn zu seinem Englischdolmetscher machte) einen engeren Kontakt zur Musik seiner Heimat. Bereits mit siebzehn Jahren hatte er ein festes Engagement als Bandoneonist im Orchester von Aníbal Troilo. Seine Musik ist sowohl vom Jazz (siehe das Album Summit) als auch von der Klassik beeinflusst. Er erweiterte sein Orchester um Schlagzeug und elektrische Gitarre. Sein Tango polarisierte Musiker, Presse und Publikum und galt zu Beginn in orthodoxen Tangokreisen als nicht tanzbar. Piazzolla wurde in Buenos Aires auf der Straße offen angefeindet. Dies führte dazu, dass er Argentinien sogar für einige Zeit verließ. Als er 1960 in seine Heimat zurückkehrte, war der Tango dort so gut wie ausgestorben. Mit seinem Tango Nuevo wurde er für die nächsten Jahrzehnte zum großen Erneuerer und weltweiten Repräsentanten der Musik vom Rio de la Plata.
In den 1970er Jahren wurde Südamerika von einer Reihe brutaler Militärputsche heimgesucht, beginnend 1973 in Uruguay und Chile, dann 1976 in Argentinien. Tausende von Menschen flohen wie Piazzolla nach Europa, um Gefängnis, Folter und Tod zu entgehen. Im Exil begann die Suche nach geeigneten Ausdrucksformen für ihr Leid und ihre Trauer. Für Uruguayer und Argentinier war es wieder der Tango. In Paris schufen sie sich 1981 ihre Bühne: Das Trottoirs de Buenos Aires. Von hier aus eroberte der Tango auch wieder Europa.

„Ich habe mein ganzes Leben für den Tango gearbeitet, jetzt hoffe ich, dass der Tango für mich arbeitet. Erst mit sechzig fing ich an, Geld damit zu verdienen. Jetzt bin ich fast siebzig und habe noch viel vor.“

### Von der „Guardia Joven“ zum Elektrotango

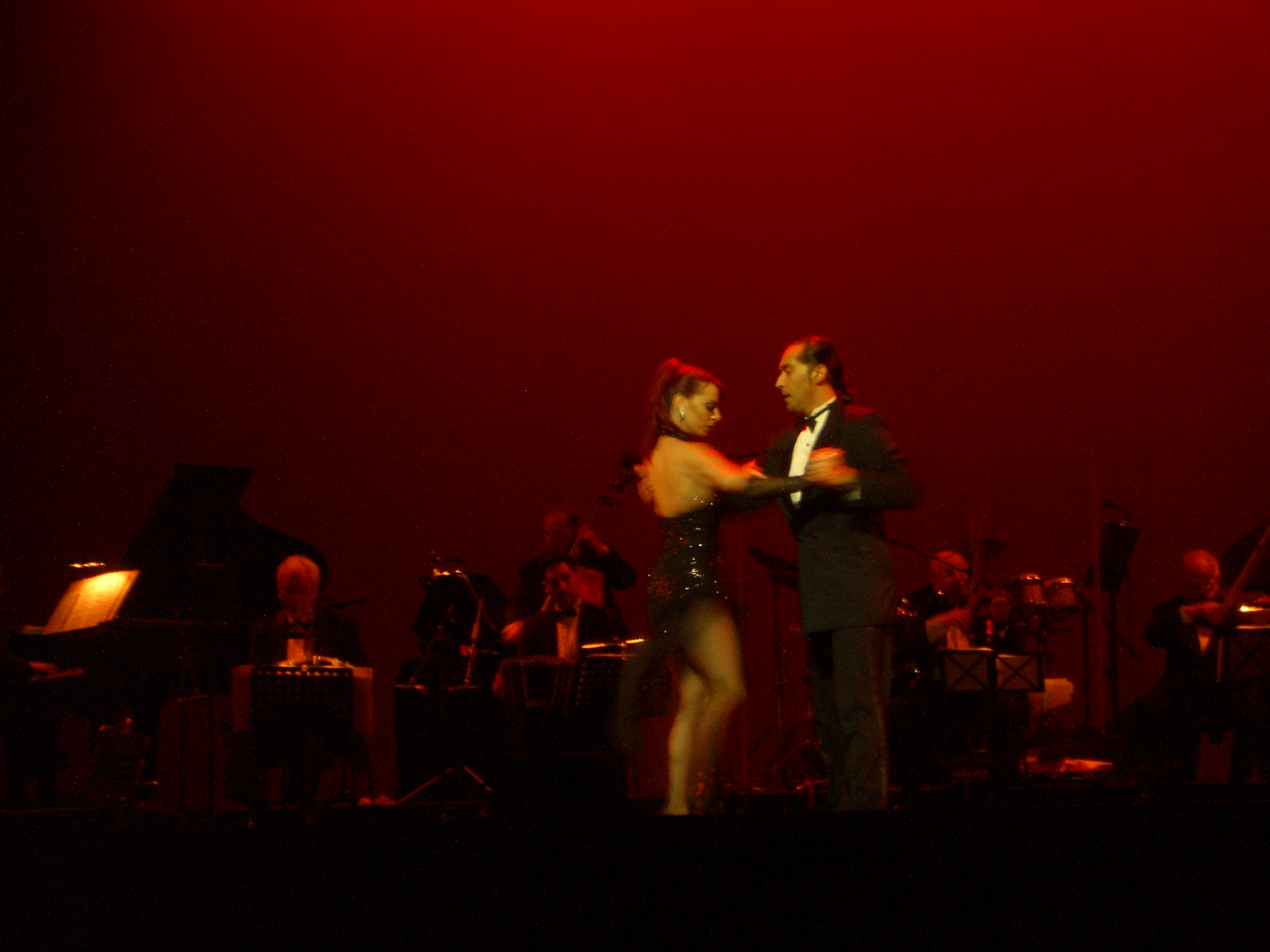
Show Tango Pasión in Düsseldorf

Astor Piazzollas neuer konzertanter Tango als avantgardistische Fortsetzung der argentinischen Wurzeln weckte das Interesse für die ursprüngliche Musik (zuerst in Europa, später auch u. a. in Nordamerika und Japan). Piazzollas komplexe Musik und der Tango Nuevo ist eher geeignet für Choreografien auf der großen Bühne, als für den Tanzsaal. Als Auftragsarbeit für das Festival d’Automne wurde 1983 in Paris von Claudio Segovia und Héctor Orezzoli die Bühnenshow Tango Argentino produziert. Erst seit der Präsentation in Venedig 1984 bekommt der Tanz einen zentralen Stellenwert. Einige der renommiertesten Tangotänzer jener Zeit wie Juan Carlos Copes und Maria Nieves, Mayoral und Elsa Maria, Gloria und Eduardo, Monica und Luciano, Nélida und Nelson, Norma und Luis Pereyra oder Virulazo und Elvira waren mit dabei. Zum ersten Mal nach vielen Jahren war wieder eine authentische, nicht folkloristische Tangoaufführung außerhalb Argentiniens zu erleben. Die Show war so erfolgreich, dass das Ensemble danach sieben Jahre durch die ganze Welt tourte. Als Nachfolgeprojekt wurde in Europa Tango Pasión mit den gleichen Musikern und ähnlich erfolgreich gestartet. In den USA entstand die Produktion Forever Tango von Luis Bravo. 1999 wurde Tango Argentino noch einmal für zwei Monate am Broadway gespielt, und 2010 in Buenos Aires am Obelisk im Rahmen eines Festivals aufgeführt.
Interessanterweise hatten 90 Prozent aller Tänzer dieser renommierten Shows Tango Pasión, Tango Argentino und Forever Tango einen fundierten Hintergrund, wenn nicht gar ihren Ursprung als Tänzer der argentinischen Folklore, obwohl sie in den genannten Shows als reine Tangotänzer auftraten.
Vom Erfolg der Shows angeregt, entstanden parallel in Berlin und Amsterdam wieder die ersten Tangotanzschulen, die eine neue europäische Tanzbegeisterung für den originalen Tango auslösten und seine Rückkehr an den Río de la Plata unterstützten.

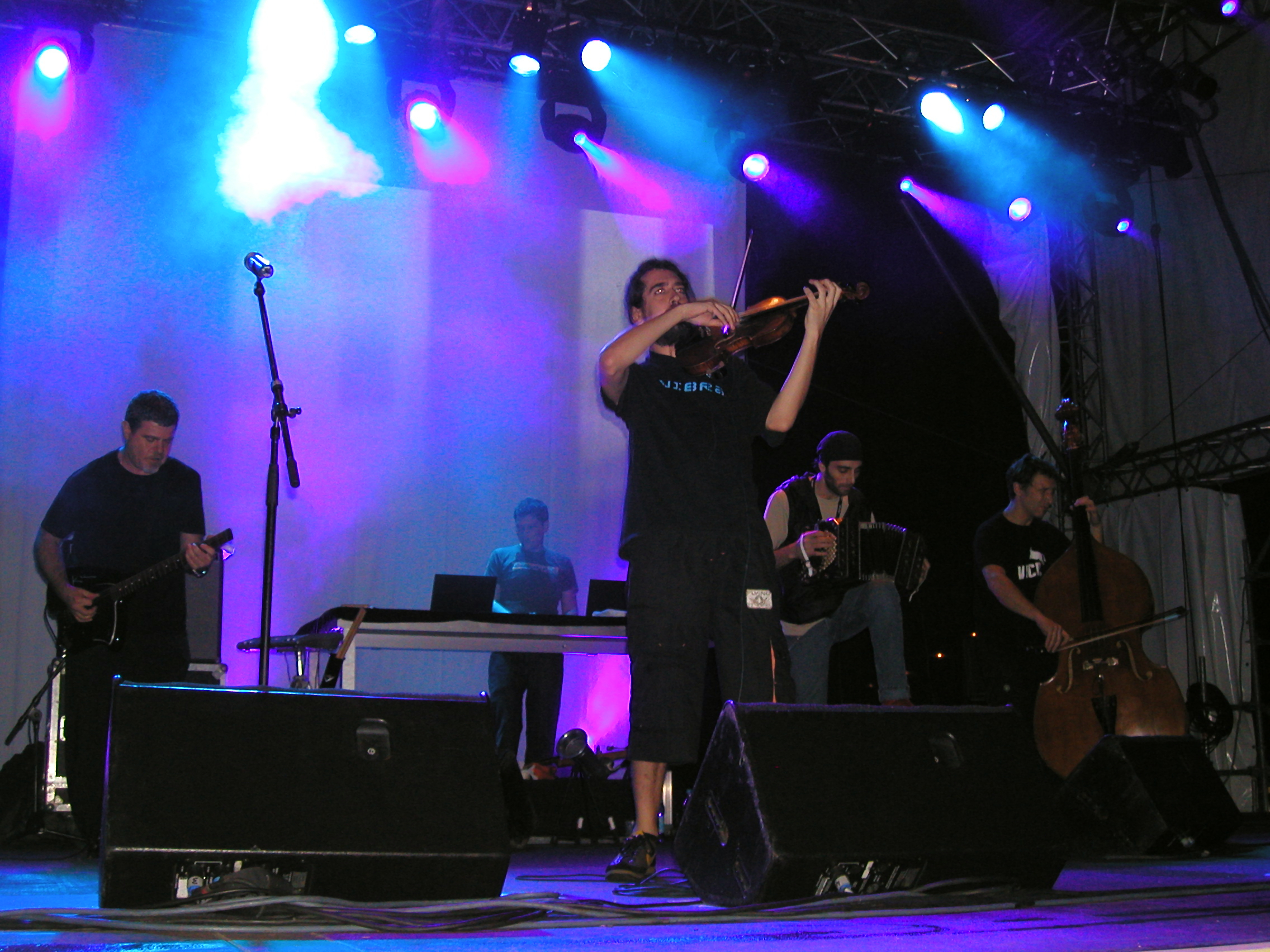
Bajofondo Tango Club beim TFF.Rudolstadt

Ab 1984 begann der Tango in Buenos Aires damit, sein Schattendasein zu verlassen. Die eher am „klassischen“ Tango orientierte Musik wurde mit dem Begriff Guardia Joven (Junge Garde) zusammengefasst. Eine wichtige Rolle spielten Rockmusiker wie León Gieco oder Fito Páez, die sich dem Tango annähern und zusammen mit Tangolegenden wie Roberto Goyeneche oder Osvaldo Pugliese auftreten.
Ab den 1990er Jahren vermischte sich der Tango mit anderen Musikstilen. Es entstanden viele neuen Ensembles, Komponisten und Sänger, welche die Musik am Rio de la Plata mit Pop, Rock, Jazz, Latin und elektronischer Musik fusionierten. So kamen dann Formen wie der Tango-Mestizo, La Chicana, Melingo oder Cubatango und der Electrotango zustande. Ein vorherrschender Stil ist allerdings kaum auszumachen. Die Bandbreite reicht beispielsweise beim Elektrotango von den clubtauglichen Sounds von Gotan Project und Bajofondo Tango Club bis zu den gesampleten Musikzitaten bei Otros Aires.
Seit Ende der 90er Jahre bis heute sind jungen Tänzer geprägt durch Ballett, Modern Dance, Jazz Dance wie auch Akrobatik. Diese nicht aus Argentinien stammenden Einflüsse entfernen den Tango Argentino aus seinem nationalen Ursprung und verändern ihn globalisierend.

### Wirtschaftsfaktor Tango in Argentinien
Im wirtschaftlich schwer angeschlagenen und von Inflation geplagten Argentinien der 1990er Jahre erkannten zahlreiche junge Musiker und Tänzer das ökonomische Potenzial der Tangotouristen und widmeten sich verstärkt dem Tango. Inzwischen gibt es am Rio de la Plata wieder ein großes Angebot an Milongas und Tanzshows. Eine Studie des Buenos Aires Government Observatory of Cultural Industries beziffert die Summe, die direkt durch den Tango im Jahr 2006 erwirtschaftet wurde auf etwa 135.000.000 arg$, 75 % davon kamen von ausländischen Tanzbegeisterten. Wenn die Kosten für Transporte, Unterkunft und Verpflegung mit eingerechnet werden, ist nach dem Wirtschaftsforscher Jorge Marchini vom dreifachen der genannten Summe auszugehen. Etwa 150.000 Menschen nehmen in Buenos Aires regelmäßig Tangounterricht. Marchini geht von 300 Milongas an 120 unterschiedlichen Orten mit etwa 35.000 wöchentlichen Besuchern aus. Auch andere Wirtschaftsbereiche Argentiniens profitierten von der Entwicklung, wie beispielsweise bei der Herstellung und dem weltweiten Verkauf von Tanzschuhen über das Internet. Hier wurden in den Jahren 2006 bis 2008 95 % des Umsatzes mit ausländischen Kunden erwirtschaftet.

## Tango Argentino weltweit

### Deutschland

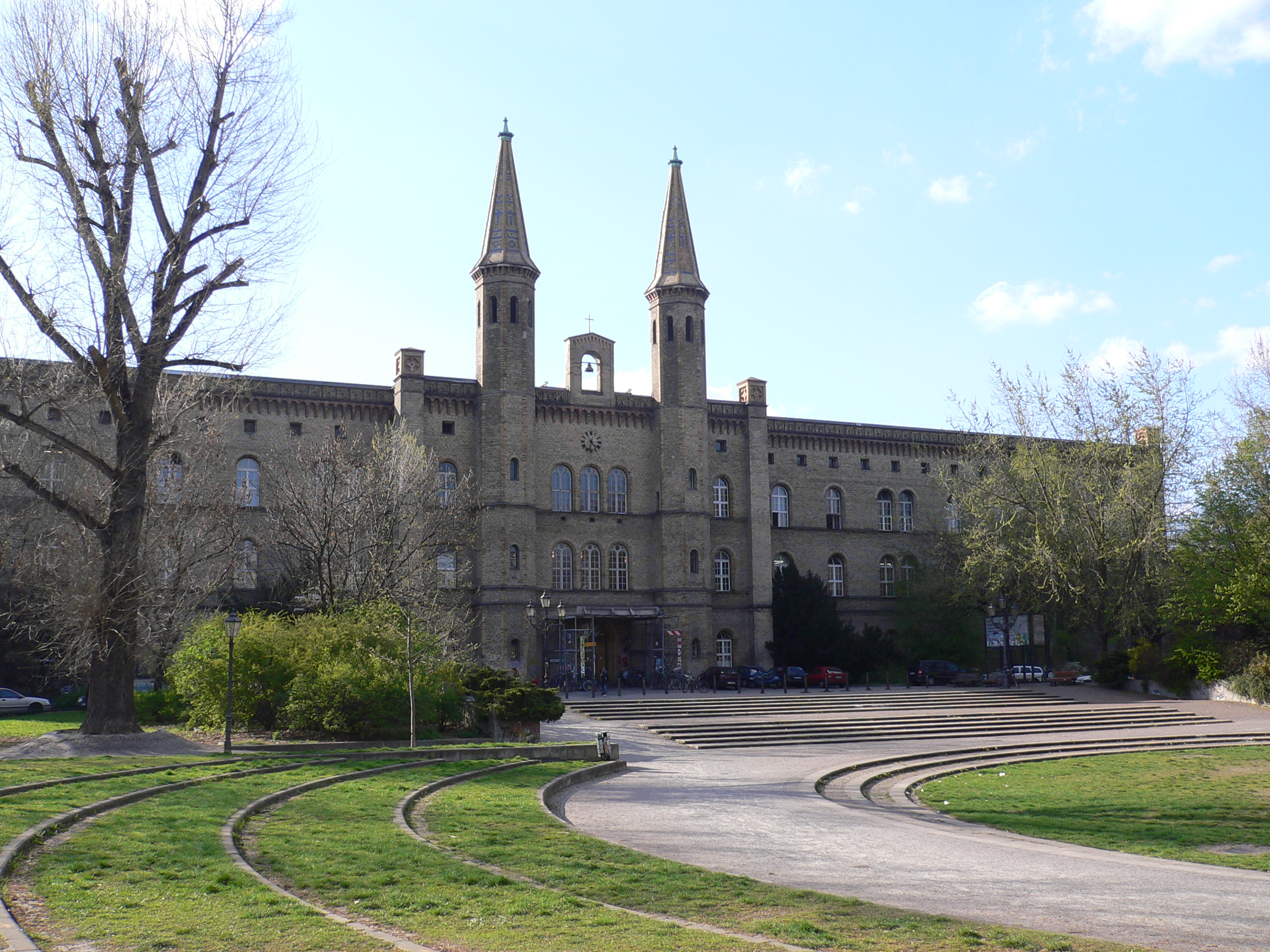
Das Bethanien am Mariannenplatz in Berlin

Nach dem legendären ersten Boom des Tangos zu Beginn des 20. Jahrhunderts erlebt der Tango Argentino seit den 80er-Jahren einen neuen, weltweiten Zulauf. Als eine der möglichen Ursachen erscheint die politische Situation in den Ursprungsländern wenige Jahre zuvor, als mit dem Militärputsch in Uruguay (1973) und Argentinien (1976) bis zu ein Drittel der Bevölkerung ihr Land verlassen muss. Im Exil wird von den ihrer Heimat beraubten Argentiniern und Uruguayern auch ihre Kultur des Tangos wiederbelebt. So eröffnet 1981 in Paris das Trottoirs de Buenos Aires, in dem über viele Jahre berühmte Tangomusiker auftreten können, und 1982 fasst auch der Tango in Berlin wieder Fuß.
Anlässlich des Horizonte Festival der Weltkulturen mit dem Schwerpunkt Lateinamerika luden die Veranstalter Astor Piazzolla und Juan José Mosalini, die beiden wichtigen Vertreter des Tango Nuevo in die Philharmonie ein, während in Paris das Sexteto Mayor, Vertreter des „klassischen“ Tangos auf der Bühne stand. In Verbindung mit den Konzerten veranstaltete das Berliner Künstlerhaus Bethanien die Ausstellung Melancholie der Vorstadt: Tango und veröffentlichte hierzu unter Mitarbeit von Juan D. Lange einen umfangreichen Katalog. Angeregt durch den Tango-Palast von Daniel Zelaya und Juan Carlos Castaldi im Bethanien, eröffnete Lange kurz darauf im Metropol-Theater die Tango-Bar und 1985 eine eigene Tanzschule, das Estudio Sudamerica. Auch wenn bereits ein Jahr vorher Angelika Fischer und Brigitte Winkler in Berlin eine Tanzschule eröffnet hatten, war der Autodidakt Lange doch der Pionier der Tangoszene in Deutschland und praktizierte „eigene Vorstellungen von Salóntanz auch ohne direkte Vorbilder aus Buenos Aires. Alle Berliner Lehrer der ersten Stunde waren mehr oder weniger Autodidakten“ (Juan D. Lange: Tango Danza 1,2003). Anfangs unterrichteten in Deutschland fast ausschließlich Bühnentänzer den Stil, der von den Tanzschülern verlangt wurde: „Bühnentango“. Das Interesse am Tango de Salón setzte erst später ein. Zu den ersten und einflussreichsten Gastlehrern zu Beginn des Tangobooms in Deutschland gehörten Antonio Todaro, Gustavo Naveira, Pepito Avellaneda, Ricardo y Nicole, heute bekannt unter dem Namen Nicole Nau, laut Jost Budde auch Pablo Verón und Roberto Herrera, der bereits 1993 unter anderem am Deutschen Theater in München mit dem Musical Tango Pasión auftrat. Viele dieser Lehrer kehrten immer wieder nach Deutschland zurück und bereicherten die deutsche Tangogemeinschaft mit ihrem Wissen. Unter ihnen auch Herrera, der sich 2020 sogar in München niederließ.
Einer der bedeutendsten zeitgenössischen argentinischen Tango-Komponisten, Luis Borda, lebt seit 1996 in Deutschland. Von ihm stammt die Musik zu dem Dokumentarfilm 12 Tangos, in dem der Filmemacher und Autor Arne Birkenstock 2005 die von der Wirtschaftskrise geprägten Geschichten einiger Tangueros mit der Musik eines All-Star-Orchesters (Libertella, Borda, Sobral u. v. a.) auf einem Tangoball im legendären La Catedral in Buenos Aires verbindet. Der Film war ein Überraschungserfolg in Deutschland und Japan.
Ralf Sartori, Tangolehrer seit 1992 und Autor von fünf Büchern über Tango rioplatense, untersucht mit Tango, die einende Kraft des tanzenden Eros und Tango: Die Essenz die Philosophie des Tangos, indem er sie anhand seiner Technik und Geschichte darlegt. Von ihm stammt auch das Tango-Unterrichtsbuch Tango – Tanz der Herzen.
Im ersten Quartal 2008 enthielt der Veranstaltungskalender des deutschen Tangomagazins Tango Danza ca. 110 Städte mit regelmäßigem Tanzunterricht und ca. 80 Veranstaltungen mit Livemusik.

### Österreich
Vor allem in den großen Städten wie Wien, Graz, Linz und Salzburg sowie im Süden (Klagenfurt, Villach, Feldkirchen) und Westen Österreichs in Innsbruck und Feldkirch entwickelte sich eine Tangoszene. In Innsbruck wurde erstmals 2009 das Festival „Tango Otoño“ veranstaltet. Von 2010 bis 2014 fand in Wien jährlich ein internationales Festival „Tango Amadeus“ statt. Seit 2016 findet ein Festival alle 2 Jahre in Feldkirchen statt. In den Jahren bis 2019 nahm die Zahl der Festivals, Marathons und Encuentros stetig zu, sodass im gesamten Bundesgebiet eine sehr lebendige Tangokultur mit vielen Tangoveranstaltern und Tangoschulen entstand. Mindestens zweimal jährlich fanden die inclusiven Festivals „Tango en punta“ in Bregenz und in Wien (im Februar zusätzlich in Punta del Este/Uruguay) statt. „Noches de Invierno/Primavera/Verano“ wurden in Reichenau an der Rax veranstaltet und zogen weit über 100 Tanzpaare an. Durch die Covid19-Pandemie brach ab März 2020 die gesamte Tangoszene ein, erholte sich aber rasch wieder.

### Finnland
Unter der Bezeichnung finnischer Tango erreichte der Tango besonders in diesem nordeuropäischen Land anhaltende Beliebtheit. Dem europäischen Tangoboom vor dem Ersten Weltkrieg gegenüber eher skeptisch eingestellt, stammt die erste finnische Tangokomposition Tanko laulu (Tangolied) von Iivari Kainulainen erst aus dem Jahre 1915 und war eine Parodie. Diverse finnische Komponisten wie Toivo Kärki und Unto Mononen schrieben Tango-Evergreens, anfangs noch unter argentinisch klingenden Pseudonymen, später nach den ersten Erfolgen unter ihrem echten Namen. Während der ersten zwei Jahrzehnte folgte der finnische Tango eher den deutschen „Konditoreitangos“, als den argentinischen Mustern, doch am Ende traf er genau den Nerv der Finnen, die häufig sentimentale Musik in Moll bevorzugen. Nach dem Zweiten Weltkrieg wurde der finnische Tango zu einem eigenen Genre und echter Volksmusik. Nach Toivo Kärki vereint der finnische Tango vor allem zwei Elemente: die russische Romanze und den deutschen Marsch. In der Stadt Seinäjoki findet jährlich ein Tangofestival statt, bei dem unter den besten Sängerinnen und Sängern ein Tango-Königspaar gewählt wird. „König“ und „Königin“ erhalten im Folgejahr in ganz Finnland freien Eintritt zu den Milongas.

### Japan
Die Geschichte des Tangos in Japan ist mit dem Namen von Baron Tsunami Megata, einem Angehörigen des Kaiserhofs, verbunden. Baron Megata reiste 1920 nach Paris, wo er sich einer Schönheitsoperation an der Nase unterziehen wollte. Bei dieser Gelegenheit lernte er Tango tanzen. Als er 1926 in seine Heimat zurückkehrte, brachte er französische Schallplattenaufnahmen mit nach Japan und begann der Aristokratie kostenlosen Vals-, Foxtrott- und Tangounterricht zu geben. Nach kurzer Zeit blieb nur noch das Interesse am Tango. In Zusammenarbeit mit der Schallplattenfirma Víctor sorgte er für die ersten japanischen Veröffentlichungen des Orquesta Típica Víctor und begann monatlich die neuesten Veröffentlichungen aus Argentinien zu importieren. Bis Anfang der 1960er Jahre war der Tango in Japan sehr populär und zahlreiche Tangoorchester besuchten auf ihren Tourneen das Land. Mit den Erfolgen der großen Tangoshows ab den 1980ern erreichte der Tangoboom auch wieder Asien, und in jedem Frühjahr finden inzwischen „Asiatische Meisterschaften“ im Bühnen- und Salontango statt.

### Russland
Ab 1911 lässt sich der Tango am Hof von Nikolaus II. nachweisen: Zwei Neffen des Zaren waren in einem Sankt Petersburger Nachtclub wegen eines „neuen, beunruhigenden Tanzes“ in einen Zwischenfall geraten. Der Zar ließ sich daraufhin von seinen Neffen diesen Tanz mit Namen Tango Argentino demonstrieren und war davon recht angetan. 1913 hatte sich der Tango in der russischen Metropole so weit verbreitet, dass ihm die Zeitschrift Argos einen Artikel (mit dem Titel Alle Welt tanzt Tango) widmete. Auch nach der Oktoberrevolution gehörte der Tango in den 20er und 30er Jahren zu den beliebtesten Tänzen in der neuen Sowjetunion. Einer seiner berühmtesten Komponisten war Oscar Strock; Pjotr Konstantinowitsch Leschtschenko (der „König des russischen Tangos“) war sein berühmtester Sänger. Nach dem Zweiten Weltkrieg allerdings betrachteten die Machthaber den Tango als unerwünscht.
Mit einer mehrjährigen Verzögerung gegenüber dem Westen lösten die großen Tangoshows in Moskau und St. Petersburg auch hier wieder eine neue Tangobegeisterung aus. Seit 2003 findet in Moskau ein jährliches Tangofestival statt, und auch in Samara, Rostow, Jekaterinburg und Irkutsk wurden Tanzschulen eröffnet.

### Türkei
Auch in der Türkei hat der Tango früh Wurzeln geschlagen – beispielhaft seien Aufnahmen des Sängers Ibrahim Özgür aus den späten 1930er Jahren genannt. Nach einem Einbruch wird seit 1990 wieder vermehrt getanzt und es finden Festivals (z. B. in Istanbul) statt.

### Europa allgemein
Seit der Jahrtausendwende hat sich in Europa eine ausgeprägte Kultur des sozialen Tangos entwickelt, der ohne aufwändige Shows und Livemusik auskommt und insbesondere die weiter fortgeschrittenen Tänzer anzieht. Die wichtigsten Personen auf diesen Events sind Tango-DJs von überregionaler oder internationaler Reputation, sowie die Veranstalter, die mit einer bestimmten Philosophie den Events einen sehr persönlichen Rahmen geben. Die Kommunikation und Werbung findet dabei fast ausschließlich im Internet statt, sei es über eigens angelegte Sites oder Facebook. Werbung durch Anzeigen in Tangozeitschriften oder durch Prospekte/Flugblätter sind dabei kaum mehr nötig, da die Mehrzahl der Tänzer eng miteinander vernetzt und persönlich bekannt sind. Neben den lokalen oder regionalen Milongas, haben sich dabei typische Veranstaltungsformen herausgebildet, die oftmals ein sehr internationales Publikum von Aficionados ansprechen:
- Tango Marathons[37]: Meist mehrtägige Events um ein Wochenende mit zeitlich ausgedehnten Tanzmöglichkeiten ähnlich wie auf einzelnen Milongas. Für Nachmittag, Abend und die Zeit etwa ab Mitternacht werden häufig unterschiedliche DJs eingesetzt, ebenso bei etwaigen Tanzgelegenheiten am Vormittag, diese teils in anderen Räumen oder im Freien. Diese Events ziehen ein oftmals jüngeres Publikum an, das abseits von „Regeln“ in entspannter Atmosphäre tanzen möchte. Der gesellige Aspekt wird oftmals durch gemeinsame, im Preis enthaltene Essen und teilweise durch Unterkunft am Veranstaltungsort betont. Führende und Folgende werden häufig vom Veranstalter in gleicher Anzahl zugelassen und alle Teilnehmenden buchen das gesamte Event. Obwohl heutzutage (2017) auf den meisten dieser Veranstaltungen zu traditioneller Musik getanzt wird, kann es auch schon einmal experimenteller zugehen, d. h. die Bewegungen mögen etwas raumgreifender werden und die Musik moderner.
- Encuentros & Festivalitos Milongueros[38]: Üblicherweise 3- bis 4-tägige Events, die aus einzelnen Milongas (Tango-Salons) bestehen. Wie bei den Marathons buchen alle Teilnehmenden das gesamte Event, nicht nur einzelne Milongas. Events für Milongueros richten sich an solche, die in enger Umarmung zu traditioneller Tangomusik tanzen möchten und dabei den Rahmen von verbindenden Richtlinien bevorzugen: Aufforderung durch Blickkontakt, Verlassen der Tanzfläche nach einer Tanda, Einhalten und Respektieren der Ronda und weitere. Der Altersdurchschnitt der Encuentro-Besuchenden ist oftmals etwas höher als der eines typischen Marathons, aber auch hier findet man mehr und mehr jüngere Leute. Es gibt diverse Übersichtsseiten[39][40][41], auf denen Interessierte Informationen über solche Events finden können. Das erste Event dieser Art entstand in Italien, nahe Florenz: das Raduno Milonguero[42] in Impruneta im Jahr 2005. Das erste deutsche Event dieser Art war das Festivalito con Amigos in Saarbrücken, organisiert vom Tangokombinat[43].
- Als Tangofestivals bezeichnete Veranstaltungen kombinieren vermehrt Unterrichtsangebote untertags mit einer Milonga an den Abenden. Die Zahl der Veranstaltungsorte während eines Festivals ist tendenziell höher als bei Marathons bzw. Encuentros und Einzelbuchungen sind möglich.

## Tango als Tanz
Im Gegensatz zu den genau festgelegten Figuren des Standardtanzes hat der Tango Argentino nur als Bühnentango eine festgelegte Choreografie. Die „Figuren“ des Tango Argentino sind genau genommen verschiedene Schrittelemente, Drehungen und Techniken, die in beliebiger Weise miteinander kombiniert werden können. Wie auch in den früheren Zeiten versuchen die heutigen Tänzer und Tanzlehrer, ihren Tanz immer weiterzuentwickeln und mit neuen Elementen zu bereichern, wobei eigentlich nicht die Variation an Elementen, sondern ein gutes Gefühl beim Tanzen wichtig ist. Das kann durch saubere Technik erreicht werden. Da viel tänzerisches Wissen und Können in der Militärdiktatur verdrängt wurde, war in den 1980er und 1990er Jahren das Hauptaugenmerk auf die Neuentwicklung der Haltungsarbeit gerichtet; in den letzten Jahren wurde in der tänzerischen Avantgarde auf dieser Basis wieder mehr Wert auf interessante und herausfordernde Techniken gelegt. Allgemein werden Improvisation und ein kontinuierlicher Tanzfluss als essentiell bewertet. Um den Tanzfluss aufrechtzuerhalten, wird beispielsweise in den Tanzsälen grundsätzlich gegen den Uhrzeigersinn getanzt.

### Tänze
Unter dem Begriff Tango werden mehrere Tanzvarianten zusammengefasst. Neben dem Tango an sich werden heute auch die Milonga und der Tango-Walzer getanzt. Daneben gibt es den ursprünglichen Candombe und den verwandten Standardtanz Tango.
- Die auf dem Habanera-Rhythmus aufbauende Milonga (die ihren Namen wohl auch dem Ort des Tanzens lieh) wird wesentlich schneller und mit anderer Betonung getanzt. Man kann sie mit und ohne Schrittverdopplung (traspie) tanzen (dadurch wird die Fußarbeit verdoppelt, die absolute Bewegung im Raum allerdings oft verlangsamt).
- Der Tango-Walzer oder Vals hat den Takt und das Tempo des Musette-Walzers, von dem er abstammt (Musette-Walzer werden im Allgemeinen etwas schneller gespielt als ihre Wiener Pendants). Vals wird wie die Milonga mit den tänzerischen Elementen des Tangos getanzt – aufgrund des Rhythmus-Unterschieds natürlich mit anderen Betonungen und in anderer Geschwindigkeit.

Grundsätzlich gilt: je schneller die Musik ist, desto weniger aufwändige Elemente werden verwendet. Insgesamt deckt der Tango Argentino so ein weiteres Spektrum ab als z. B. der Wiener Walzer und der Langsame Walzer, die im Turniertanz als zwei unterschiedliche Tänze gesehen werden.

### Elemente
Obwohl es sich beim Tango Argentino im Kern um einen Improvisationstanz handelt, hat sich eine Vielzahl von Tanzelementen herausgebildet. Für die Kommunikation zwischen Führendem und Folgendem (bzw. zumeist Folgender) existiert trotz der Verschiedenheit der Ansätze, die sich innerhalb des Tango Argentino herausgebildet haben, eine recht einheitlich gehandhabte Bewegungs-Grammatik. Mit etwas Übung kann ein Tänzer so etwa aus ein und derselben Ausgangsposition heraus durch subtile aber dennoch klar abgrenzbare Führungsimpulse deutlich machen, welches der denkbaren Tanzelemente er als Nächstes auszuführen gedenkt. Auf diese Weise können die Tänzer aus einem „Baukasten“ von Einzelelementen schöpfen, sie im Einklang mit der Musik immer wieder neu ausgestalten und kombinieren und so jeden Tanz individuell gestalten.
Die Grundelemente des Tango Argentino sind zunächst einfaches Gehen, das „Caminar“, Stopps und Drehungen. Argentinische Tangolehrer entwickelten als gliederndes Grundelement eine Schrittkombination, die sie „Base“ (oder „Paso basico“) genannt haben: Sie besteht aus acht Schritten bzw. Positionen entsprechend den acht Zählzeiten.
Normalerweise folgt auf einen Taktschlag ein Schritt. Es können aber auch – als große Besonderheit unter den Paartänzen – Pausen eingelegt, oder die Schritte in ihrer Zeit halbiert werden.
Je nachdem, wie der Führende sich von der Musik leiten lässt oder wie es die Platzverhältnisse auf der Tanzfläche erlauben, können die Zeitelemente unterschiedlich eingesetzt werden.
Typische Merkmale des Tanzes sind neben dem engen Kreuzen der Beine („Kreuz“ oder „Cruzada“) die sogenannten „Achten“ bzw. „Ochos“, die vor allem von den Frauen getanzt werden. Dabei beschreiben die Füße der Tänzerin – wie der Name sagt – auf dem Boden eine Acht. Diese Acht kann in Vorwärts- wie Rückwärtsrichtung getanzt werden; mehrere Ochos hintereinander sind durchaus üblich. Während die Frau solche – natürlich geführten – Ochos tanzt, begleitet der Mann sie in der Regel mit einfachen seitwärts gerichteten Schritten.

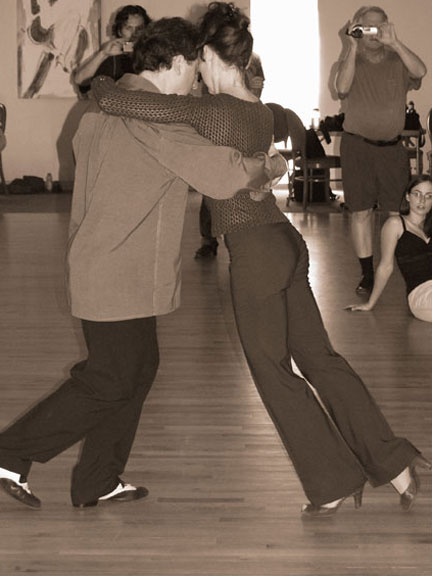
Die Tänzerin setzt mit rechts zu einer volcada an (Gustavo Naveira mit Giselle Anne).

Drehungen („Giros“ oder „Molinetas“ bzw. „Moulinetten“) sind ebenfalls sehr beliebt; der Mann kann während des Drehens seine Füße an die der Partnerin stellen oder ihr sogar mit seinen Beinen an den Unter- oder Oberschenkeln einen leichten Impuls geben (eine Sacada oder Entrada, die aber nicht nur während einer Drehung getanzt wird).
Weitere Elemente sind die Voleos (Beinhaken in der Luft, auch „Boleo“ geschrieben) und die Ganchos (Beinhaken am Partner / der Partnerin), mit denen die Bewegungsrichtung schwungvoll geändert wird. Als aktuellen Trend gibt es noch Techniken mit Achsenkippung: Colgadas und Volcadas sowie das kurzzeitige Lösen der Tanzhaltung (Soltadas).
Auf einen vollständigen Katalog von Schrittfolgen und Techniken muss hier allerdings verzichtet werden: Da immer wieder neue Elemente erfunden bzw. mitunter auch im Tanzen gefunden werden (zum Teil aus Missverständnissen heraus), und diese Elemente beliebig miteinander kombinierbar sind, ist es im Grunde unmöglich zu sagen, wie viele „Figuren“ es im Tango Argentino gibt.
Wichtig ist, dass alle Elemente immer im Bezug zur Musik getanzt werden. Viele Tangostücke weisen Rhythmuswechsel auf; langsame Passagen alternieren mit schnellen. Diese unterschiedlichen Tempi gilt es zu interpretieren. Gleichzeitig muss auf die Partnerin (bzw. auf den Partner) eingegangen, sowie (wie bei allen Paartänzen) die Tanzfläche im Auge behalten werden, um Zusammenstöße mit anderen Paaren zu vermeiden. Dies alles macht den Tango Argentino zu einem anspruchsvollen und sehr interessanten Tanz.

### Tanzveranstaltungen
Tänzer und Zuschauer können den Tangotanz bei verschiedenartigen Veranstaltungen genießen. Die Art der Veranstaltung sowie der jeweilige Ort stehen in Wechselwirkung mit dem getanzten Stil und den verwendeten Elementen.
- Unterricht
 Im Unterricht lernen die Tänzer die ersten Schritte und fortgeschrittene Tänzer erlernen neue und variieren vorhandene Elemente in ihrem Tanz. Bei der Wahl des Lehrers sind sowohl seine didaktischen Fähigkeiten maßgeblich, wie auch – insbesondere bei fortgeschrittenen Tänzern – die unterrichtete Stilrichtung sowie persönliche Stileinflüsse.
- Práctica
 Bei einer Práctica, einer Übungsveranstaltung, üben Tänzer das Erlernte. Eine solche Veranstaltung kann eigenständig stattfinden, im direkten Anschluss an den Unterricht oder vor einer Milonga. Dort sind oft noch der Tanzlehrer oder erfahrene Tänzer anwesend, die korrigieren und Fragen beantworten können. Durch die Nähe zum Unterricht gibt es hier Gelegenheit, moderne Stilrichtungen zu tanzen. Der vorhandene Platz auf der Tanzfläche erlaubt eine offene Tanzhaltung. Auch nicht professionelle Tänzer können so aufwändige, dem Showtanz ähnliche Elemente tanzen, für die im Gesellschaftstanz nicht ausreichend Raum vorhanden ist. Die Übergänge von Unterricht zu Práctica einerseits sowie von Práctica zu Milonga andererseits können fließend sein.
- Milonga
 In einer Milonga findet der gesellschaftliche Tanz nach mehr oder weniger strengen sozialen Regeln statt. Insbesondere bei traditionsreichen Veranstaltungen fließen modische Stilrichtungen nur langsam ein. Häufig ist es durch den begrenzten Platz auf der Tanzfläche schwierig, Tanzstile mit offenen Paarhaltungen zu tanzen.
- Vorführung
 Bei einer Vorführung steht ein tanzendes Paar im Mittelpunkt. Das kann auf der Bühne, als Show während einer Milonga, nach einem Unterricht oder bei anderen Anlässen sein. Das tanzende Paar hat ausreichend Platz für ausladende Figuren, da es keine Rücksicht auf andere Tanzpaare nehmen muss.

### Stilrichtungen

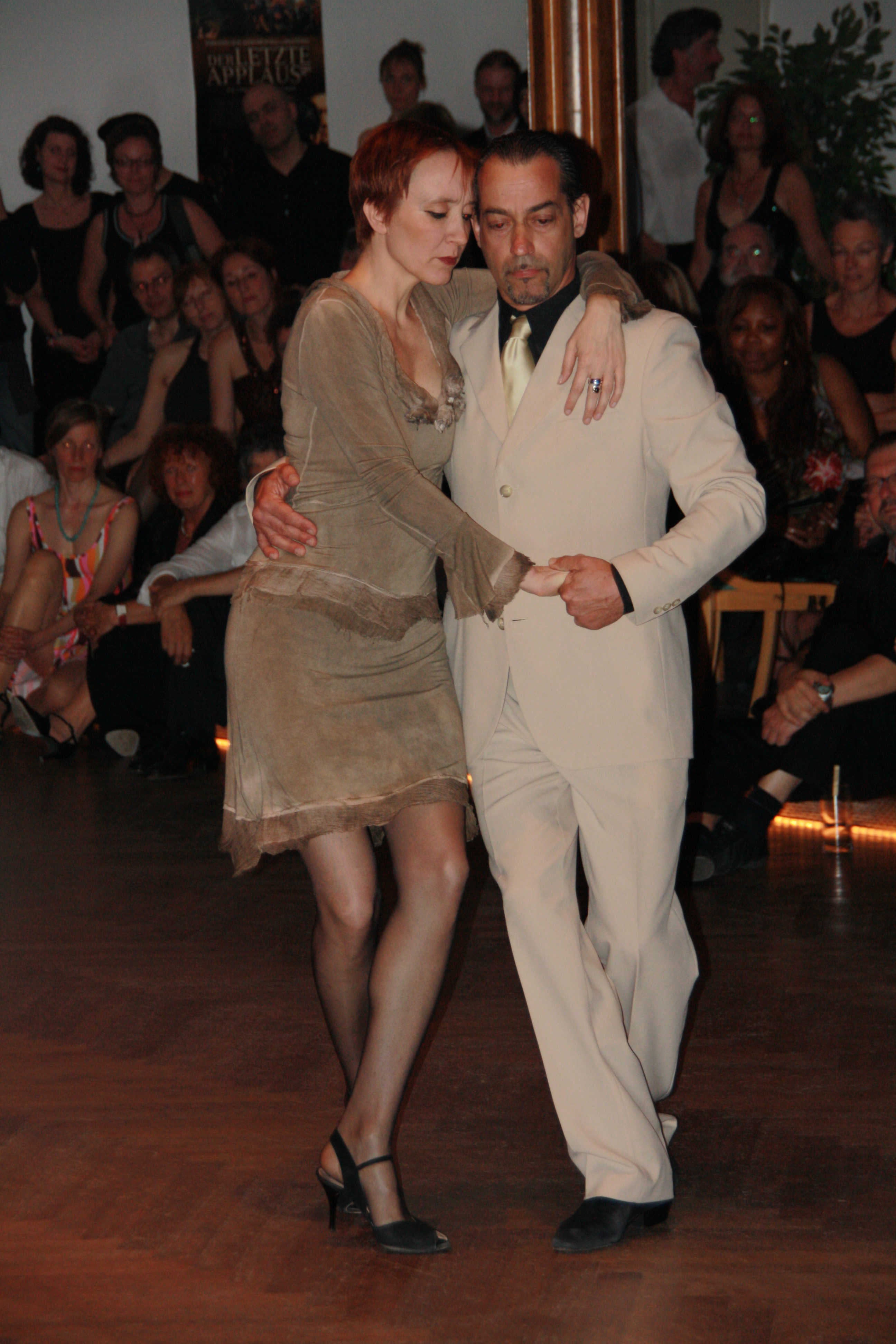
Alberto Muraro und Marta Lorenzi zeigen einen Tango im Canyenguestil. (man beachte die charakteristisch stark gebeugten Knie)

Beim Tanzen des Tango Argentino kann man zwischen verschiedenen Stilen unterscheiden (die Reihenfolge richtet sich hier nach der Häufigkeit):
- Tango de salón (Salontango) – Der Name Tango de salón leitet sich aus der Tatsache ab, dass er in Abgrenzung zum Bühnentango, auf der Milonga – im Salon – getanzt wird. Bis vor kurzem wurde in Buenos Aires der „soziale Tango“ fast ausschließlich durch diesen Begriff bezeichnet, erst seit ca. 2000 kamen andere Bezeichnungen wie „Milonguero“ oder „Villa Urquiza“ dazu, um Unterstile zu definieren. Der Salontango verzichtet weitgehend auf komplizierte Techniken, um das eigene Tanzen angenehm zu machen und um aus Höflichkeit den Tanzfluss der anderen Paare nicht zu stören. Ein eleganter Tangostil, der sich durch ruhige, gemessene und weich ausgeführte Bewegungen auszeichnet. Er enthält alle grundlegenden Tangoschritte und -figuren plus Ganchos, Sacadas, Giros und Voleos. Die Betonung liegt auf Präzision, Glätte und eleganten Linien. Die enge Umarmung kann sich flexibel öffnen, um Raum für verschiedene Figuren zu schaffen. Häufig wird eine Haltung gelehrt, bei der auf der umarmenden Seite ein enger Kontakt besteht und an der gegenüberliegenden Seite ein gewisser Abstand bleibt (von oben betrachtet sind die Oberkörper so in einer V-förmigen Anordnung). Eine neu aufkommende Variante des Salonstils ist der Villa-Urquiza-Stil, bei dem die Folgenden mehr Freiheit für Verzierungen haben. Der Salontango hat eine lange Entwicklungsgeschichte hinter sich[46] und vereint daher ein sehr vielfältiges Spektrum an Techniken und Elementen, sodass sich ein Großteil der heutigen Tänzer mit diesem Stil identifizieren kann. Man tanzt diesen Stil z. B. zur Musik von Di Sarli.
- Estilo Milonguero – Mit diesem Begriff bezeichneten ursprünglich Europäer und einige Nordamerikaner den Tanzstil in sehr enger Umarmung; auch Confiteriastil, Clubstil, Apiladostil usw. genannt. Früher bezeichnete man ihn auch Tango Petitero nach den kleinen Cafés im Zentrum von Buenos Aires. Er ist gewöhnlich in sehr überfüllten Singleclubs im Zentrum von Buenos Aires zu sehen. Dieser Stil wird in sehr enger Umarmung mit vollem Oberkörperkontakt getanzt, wobei sich die Partner etwas aneinanderlehnen (- niemals aneinanderhängen) und einfache Geh- und Drehschritte ausführen. Dieser Stil erfordert eine eher rhythmisch betonte Musik. Man tanzt diesen Stil z. B. zur Musik von D’Arienzo oder Tanturi. Dieser Tanzstil ist keineswegs auf den gleichnamigen Musikstil des Tangos beschränkt.
- Neotango, auch Tango Nuevo – Bezeichnend für diese Stile ist das bewusste Öffnen der Tanzhaltung. Die im Salontango favorisierte, enge und auf parallelen Verlauf ausgerichtete Oberkörperhaltung wird hier durch das Spielen mit dem Abstand und durch Wegdrehen verändert. Dadurch werden auch Positionen neben- oder hintereinander möglich. Außerdem werden Elemente aus dem Bühnentango sowie anderen Tänzen adaptiert, so dass sie im Gesellschaftstanz tanzbar sind.[47] Charakteristisch sind u. a. Elemente, die mit der Aufgabe der Achse eines bzw. beider Tanzpartner spielen (Colgadas, Volcadas). Man tanzt diesen Stil z. B. zur Musik von Gotan Project.
 Dieser Tanzstil der Jungen Wilden hat sich wiederum dem Salonstil (seltener den Milonguero-Stilen) angenähert, so dass mehrere Mischformen entstanden. Gleichzeitig findet eine Rückbesinnung auf das Wesentliche des Tangos statt.[48] Beispielhaft genannt seien der Tango Líquido[45] sowie der Organic Tango[49]
 Der Tango Líquido ist ein recht junger Stil, in dem die recht enge Haltung des Salontangos und die offenere des Tango Nuevo fließend („líquido“, also flüssig) ineinander übergehen, um sowohl die Nähe des Tango Salon als auch die Dynamik des „Neuen Tango“ tanzen zu können. Er eignet sich für die Tangomusikstile, in denen Techniken des Tango Nuevo angebracht erscheinen und die Tänzer außer den dramatischen Bewegungen des Tango Nuevo auch die Nähe des anderen spüren wollen; z. B. zu dramatischer Musik wie von Pugliese. 
 Die Vertreter des Organic Tango erkennen nur das als geeignet an, was aus dem Zentrum des Körpers kommend geführt bzw. gefolgt werden kann.[50] Damit befindet man sich im Übergangsfeld zwischen einem eigenen Stil und einer Lehrmeinung; ein Indiz dafür ist, dass man die Prinzipien des organischen Tangos verlustfrei auf die vorher genannten Stile anwenden kann (aber nicht muss). Der organische Tango kann zu allen Tangomusikstilen getanzt werden.
- Tango Orillero[45][51] – Der wilde, explosive Tanzstil aus den ärmlichen Vororten (orillas) von Buenos Aires und Montevideo, bei dem der Mann viele schnelle, synkopierte Schritte und sogar Sprünge ausführt. Er wurde von Männern eingeführt, die ein neues Selbstbewusstsein zur Schau trugen und stellt den Übergang von der gebückten, mit tiefem Pliée getanzten Form zur aufrechten, geraden Haltung dar, die letztlich zum Tango de Salón führte. Er ist eng verwandt mit dem Milonguerostil und ein direkter Abkömmling des Canyengue. Man tanzt diesen Stil z. B. zur Musik von D’Arienzo.

- Canyengue[45] – Ein sehr alter Tangostil aus der Zeit zwischen der Jahrhundertwende und dem Beginn der 1940er Jahre. Der Musik dieser Ära war ein schnelles 2⁄4-Metrum eigen, sodass der Tanz eher rhythmisch betont war, ähnlich der modernen Milonga. Charakteristisch sind eine besonders enge Umarmung mit starkem Kontakt im Becken sowie einige einzigartige Haltungs- und Fußarbeitelemente; so werden z. B. heftige Bewegungen der Arme und Schultern verwendet. Auf dieser Grundlage könnte sich der europäische Tango (vor dem Hintergrund der Körperhaltung in anderen europäischen Tänzen) entwickelt haben. Man kann diesen Stil besonders auf die Tangos der frühesten Ära (z. B. auf Musik von Firpo) tanzen – häufig auch auf Candombes.
- Tango al revés[52] ist eine in den 1940er Jahren entstandene Variante des Salontangos, bei der der Führende in der sogenannten „Schattenposition“ ist, d. h., er befindet sich hinter der Folgenden, mit seiner Brust an ihrem Rücken. Eine ungewöhnliche Position, die von experimentierfreudigen Tänzern wiederentdeckt wird. Eine reine Bühnenform.
- Tango tradicional, der meist pure und frühe Stil, ein Tango, der in der Hauptsache rhythmisch gegangen wird, nicht zum compás, also Taktschlag, sondern rhythmisch.
- Tango con corte y quebrada, ein in der Tangogeschichte sehr früher Stil, der über den traditionellen Tango hinaus cortes (Schnitte) y quebradas (gebeugte Posen) und kleine Sentadas (Sitzfiguren) einbaut. Die damaligen Quebradas wurden später stilisiert und werden heute allgemein als Pose bezeichnet.
- Tango de fantasía, bezieht sich nicht nur auf die Tanzrichtung, sondern auch auf Musik und Kleidung. Dieser Begriff entstand bereits in den 40er Jahren im Wunsch, alles dem traditionellen Tango Abweichende begrifflich fassen zu können. Im Tanz fügte das Paar dem traditionellen Tango kleine Spielereien wie Sentadas und schnelle Beinbewegungen zu. In der Kleidung wird der am Revers weiß eingefasste Anzug als traje de fantasía benannt. In der Musik fällt Osmar Maderna[53] mit seinen modernen und vom Tango abweichenden Soli in die Rubrik Tango de Fantasía. In der argentinischen Folklore entstand zur gleichen Zeit der Begriff „folklore de projección“ für die der traditionellen Folklore abweichenden Formen.
- Tango acrobático, hier wird ein akrobatischer Tanz zu Tangomusik aufgeführt, eine Tanzform mit starken Einflüssen, die über Ballett hinausgehen, wie Modern Dance, Gymnastik, Eistanz, Jazz, Zirkus, Akrobatik und Kontaktimprovisation mit Hebungen und akrobatischen Effektfiguren. Erstmals wurde diese Tanzform 1990 bewusst als Konzept geschaffen von Eduardo Arquimbau, der für das Tanzpaar Sandor und Miriam in der Show „Forever Tango“ eine neue Nummer konzipierte.[54][55] Sandor kam aus einer Zirkusfamilie und beherrschte akrobatische Zirkusnummern. Dies nutzte Eduardo Arquimbau für die hier entstandene Nummer. Das damals getanzte Stück heißt Tus ojos del cielo (Volumen 2 der CD Forever Tango, auf dem Titel abgebildet Miriam). Diese Tanzform wurde später von fast allen jungen Paaren kopiert.
- Tango Escenario (Bühnentango, Showtango), hierbei handelt es sich um einen Tango, der sich den Bühnenbegebenheiten anpasst, wie choreographischen Grundbewegungen (z. B. Diagonalen), Lichtdesign, Bühnenmaßen, Publikumsrichtung, Mise en scene, Dramaturgie etc. Er ist eine dem Theater angepasste Form, was aber keinesfalls bedeutet, dass er akrobatische, zirzensische oder sonstige dem Tango fremde Elemente beinhalten muss oder soll. Jeder Tangostil kann auf der Bühne aufgeführt werden und muss sich technisch den Bühnenbedingungen anpassen. Genaugenommen soll jeder Tango, also auch der Bühnentango, vom Mann geführt und improvisiert werden. Obwohl eine Choreographie ganz oder teilweise vorliegt, sollte der Mann immer seine Rolle als Führender erfüllen und diese Choreographie in jedem Moment in Bewegung, Raum und Musik führen, insofern es sich um Tango handelt. Idealerweise schöpft der Bühnentango aus den ihm eigenen Elementen (Caminadas, Paso Basico, Ochos, Giros, Contragiros, Voleos, Llevadas de Pie, Sacadas, Cortes, Quebradas, Cruze, Ganchos – in all seinen Kombinationen). Jedes dem Tango fremde Element verfälscht den Tango – auch auf der Bühne. Eine Dramaturgie kann allerdings Theaterelemente zur Bühnenprojektion verlangen.[56][57] Bühnentango und Showtango darf nicht verwechselt werden mit Tango de Fantasia, Tango Acrobático oder Tango Moderno.

### Geschlechterrollenverteilung im Tango
Zu neuen Tendenzen im Folgen und Führen, im Aufbrechen der heteronormativen Geschlechterrollenverteilung siehe Queer Tango.
Die traditionell zugeordnete Geschlechterrolle kann wie beispielsweise im Queer Tango aufgelöst werden. Aus diesem Grund eignet sich diese Tanzart auch für ein Managertraining zum Ausbau ihrer Führungskompetenz.

### Meisterschaften
Im Gegensatz zu den Standardtänzen versteht sich der Tango nicht als Tanzsport mit Wettbewerben. Seit 2003 gibt es aber eine inoffizielle Tango-Weltmeisterschaft, das Campeonato Mundial de Baile de Tango in Buenos Aires. Paare aus der ganzen Welt können daran teilnehmen, seit 2013 auch gleichgeschlechtliche Paare. Offene Meisterschaften gibt es auch in Uruguay, Chile, Brasilien, USA, China, Russland und United Kingdom sowie asiatische (Tokyo, Japan) und europäische Wettbewerbe (Todi, Italien). Ein hohes Renommee haben die argentinischen Stadt- und Provinzmeisterschaften.

## Stimmen über den Tango
„Es gibt keinerlei Hinweis, dass die Latexindustrie an der Tangoszene gesteigertes Interesse fände – im Gegensatz zur Pfefferminzbranche.“

„Der Tango ist der vertikale Ausdruck eines horizontalen Verlangens.“

„Der Tango ist ein trauriger Gedanke, den man tanzen kann.“

## Filme, Opern u. a.

### Filme
Spielfilme, die Tango thematisieren
- Der letzte Tango in Paris, Regie: Bernardo Bertolucci, 1972
- Tango, das Exil Gardels, Regie: Fernando E. Solanas, 1985
- Süden – Sur (Sur), Regie: Fernando E. Solanas, 1988
- Tango Bar, Regie: Marcos Zurinaga, 1988.
- Nackter Tango, Regie: Leonard Schrader, 1991
- Asphalt Tango, Regie: Nae Caranfil, 1996
- Tango-Fieber (im Original: „The Tango Lesson“), Regie: Sally Potter, 1997
- Tango, Regie: Carlos Saura, 1998
- Killing Moves (Assassination Tango), Regie: Robert Duvall, 2002
- 12 Tangos, Regie: Arne Birkenstock, 2005
- Man muss mich nicht lieben, Regie: Stéphane Brizé, 2005
- Valentina’s Tango, Regie: Rogelio Lobato, 2007
- Der letzte Applaus, Regie: German Kral, 2009
- Tango Libre, Regie: Frédéric Fonteyne, 2012
- Ein letzter Tango, Regie: German Kral, 2015

Als Ausdruck von Leidenschaft und Sinnlichkeit kommt der Tango Argentino auch in dem Film Der Duft der Frauen mit Al Pacino vor. Das Stück, zu dem getanzt wird, ist der bekannte Tango Por una cabeza von Carlos Gardel.
Ebenso deutet der Tango de Roxanne im Film-Musical Moulin Rouge auf die Ursprünge des Tangos im Bordell hin.

### Oper
- María de Buenos Aires, Oper („Tango Operita“) in 16 Bildern;
  - Musik: Astor Piazzolla, Libretto: Horacio Ferrer;
  - Uraufführung: am 8. Mai 1968 in Buenos Aires, mit Amelita Baltar (María) und Horacio Ferrer (Duende);
  - Ort und Zeit der Handlung: Buenos Aires, unbestimmte Zeit – 20. Jahrhundert.
- Orestes último Tango,[61] Oper, Musik Diego Vila, Libretto Betty Gambartes, Choreografie Oscar Araiz. Basierend auf El Reñidero von Sergio de Cecco und Electra. Uraufgeführt am 22. März 2002 in Rotterdam im Rahmen des Wereld Muziek Theater Festival von den Niederlanden. Originalcast: Julia Zenko (Elena), Carlos Vittori (Orestes), Susana Moncayo (Nélida), Rodolfo Valss (Soriano), Luis Pereyra (Morales), Jorge Nolasco (Vicente) und Nicole Nau (La mujer de la milonga)

### Oratorium
- Oratorio Carlos Gardel, Oratorium für Sinfonieorchester, Chor, Solisten und Rezitation;
  - Musik: Horacio Salgán, Libretto: Horacio Ferrer;
  - Uraufführung: 1975 in Mar del Plata (mit dem Sinfonieorchester und Chor der Stadt Mar del Plata und Balcace, Leitung: Guillermo Scarabino)

### Musical
- Tanguera, Uraufführung 2002 in Buenos Aires

### Deutschsprachige Literatur
- Boletín del Tango – Zeitschrift für Tangotänzer. Berlin seit 1994, ISSN 0947-2053.
- Tangodanza – Zeitschrift für Tango Argentino. Bielefeld seit 1999, ISSN 1438-8847.
- Otto Eder: el tango. Tangozeitschrift des Buenos Aires Tango Club Viena. Wien seit 1/2003.
- Susanne Köb: Tango macht glücklich. Coole Tipps für durchtanzte Nächte. AgilEdition Verlag, Wien 2013, ISBN 978-3-200-02983-5.
- Gabriele Klein (Hrsg.): Tango in Translation. Tanz zwischen Medien, Kulturen, Kunst und Politik. transcript Verlag, Bielefeld 2009, ISBN 978-3-8376-1204-2.
- Künstlerhaus Bethanien (Hrsg.): Melancholie der Vorstadt: Tango. Zweitausendeins / Frölich & Kaufmann, Frankfurt am Main 1982.
- Dieter Reichhardt: Tango. Verweigerung und Trauer. Kontexte und Texte. Suhrkamp Verlag, Frankfurt am Main 1984, ISBN 3-518-37587-3.
- Franco Barrionuevo Anzaldi: Politischer Tango. Intellektuelle Kämpfe um Tanzkultur im Zeichen des Peronismus. transcript Verlag, Bielefeld 2012, ISBN 978-3-8376-1794-8.
- Gabriela Hanna: Asi bailaban el Tango. Metro Verlag, Berlin 1993, ISBN 3-928282-04-2.
- Helmut Günther, Helmut Schäfer: Vom Schamanentanz zur Rumba. 3. Aufl. Fritz Ifland Verlag, Stuttgart 1993, ISBN 3-87372-029-9.
- Raimund Allebrand: Tango – Nostalgie und Abschied. Horlemann Verlag, Bad Honnef 1998, ISBN 3-89502-088-5.
- Arne Birkenstock, Helena Rüegg: Tango. Deutscher Taschenbuch Verlag, München 1999, ISBN 3-423-24273-6.
- Alejandra Bonetti: Nuevo Tango Argentino. Rosenholz, Kiel/Berlin 1999, ISBN 3-931665-16-X.
- Nicole Nau-Klapwijk: Tango Dimensionen. Kastell Verlag, München 1999, ISBN 3-924592-65-9.
- Gloria Dinzel, Rodolfo Dinzel: Tango – Die heftige Sehnsucht nach Freiheit. Abrazos Books, Stuttgart 1999, ISBN 3-00-004481-7.
- Ralf Sartori, Petra Steidl: Tango – Die einende Kraft des tanzenden Eros. Heinrich Hugendubel Verlag, Kreuzlingen/München 1999, ISBN 3-89631-329-0.
- Arnold Voß, Brigitte Kraemer: Aus dem Bauch des Tangos. 4. Aufl. Frischtexte Verlag, Herne 2009, ISBN 978-3-933059-01-7.
- Horacio Salas: Der Tango. Abrazos Books, Stuttgart 2002, ISBN 3-89657-604-6.
- Egon Ludwig: Tango-Lexikon. Der Tango rioplatense. Schwarzkopf, Berlin 2002, ISBN 3-89602-294-6.
- Rainer Rappmann, Albrecht Walter: Tango Obsession – Passion. FIU Verlag, Wangen 2002, ISBN 3-928780-19-0.
- Michel Plisson: Tango. Palmyra Verlag, 2002, ISBN 3-930378-42-6.
- Wolfram Fleischhauer: Drei Minuten mit der Wirklichkeit. Droemer Knaur, München 2002, ISBN 3-426-62256-4.
- Diana Garcia Simon (Hrsg.): Einen Tango, bitte. S. Fischer Verlag, Berlin 2002, ISBN 3-596-15545-2.
- Magali Saikin: Tango und Gender. Identitäten und Geschlechterrollen im Argentinischen Tango. Abrazos books, Stuttgart 2004, ISBN 3-9809366-1-9.
- Melina Sedó: Geschlechterrollen im Argentinischen Tango. (PDF) Diplomarbeit an der Universität des Saarlandes, Saarbrücken, 2003
- Michael Dudley: Tango hautnah – In der Wiege der Sinne. Felicitas Hübner Verlag, Lehrte 2006, ISBN 3-927359-99-8.
- Elsa Osorio: Im Himmel Tango. Insel Verlag, Frankfurt am Main 2007, ISBN 978-3-458-17338-0.
- Ralf Sartori: Tango in München – Geschichte und Gegenwart der Münchner Tango-Szene. MünchenVerlag, München 2007, ISBN 978-3-937090-21-4.
- Ubaldo Ramón Pérez-Paoli: En tiempo de tango: zur Poesie des Tangos. Merus-Verlag, Hamburg 2008, ISBN 978-3-939519-36-2.
- Juan Inés de la Cruz: Der Tangoengel. Frischtexte Verlag, Herne 2008, ISBN 978-3-933059-07-9.
- Torsten Buchsteiner: Tango Sólo. In: Tango Sólo u. a.: Stücke. Henschel Schauspiel, Berlin 2009, ISBN 978-3-940100-04-7.
- Various: Tango e Poesia. Von Liebe, Schmerz und Leidenschaft. Random House Audio, München 2009, ISBN 978-3-8371-0098-3.
- Juan Inés de la Cruz: Der Tangoengel-Ein Hörbuch. Gelesen von Claudia Hartmann und Arnold Voss. Frischtexte Verlag, Herne 2010, ISBN 978-3-933059-10-9.
- Gerhard Riedl: Der große Milonga-Führer. Was Sie schon immer über Tango wissen wollten, aber nie zu fragen wagten. Wagner Verlag, Berlin 2010, ISBN 978-3-86683-698-3.
- Ralf Sartori: Tango – Tanz der Herzen / Ein Unterrichtsbuch zum Argentinischen Tango. Kleb Verlag, Wangen im Allgäu 2000, ISBN 3-9803795-6-6.
- Ralf Sartori: Tango-Dialogo – Erotische Zwiegespräche im Tanz. Kleb Verlag, Wangen im Allgäu, 2004, ISBN 3-9807426-3-6.
- Ralf Sartori: Tango: Die Essenz, 49 Maximen für den tanzenden Eros. Dotbooks, München 2012, ISBN 978-3-943835-68-7.
- Jürgen Torp: Alte atlantische Tangos / Rhythmische Konfigurationen im Wandel der Zeiten und Kulturen (= Populäre Musik und Jazz in der Forschung, Band 14). LIT Verlag, Berlin/Münster/Wien/Zürich/London 2007, ISBN 978-3-8258-0700-9.
- Nicole Nau: Tanze Tango mit dem Leben. Bastei Lübbe Verlag, Köln 2013, ISBN 978-3-404-60756-3.
- Jörg Buntenbach (Text) / Jörg Hesse (Fotos): Tango Metropole Berlin. Kastell Verlag, München 2001, ISBN 3-924592-67-5.

### Spanischsprachige Literatur
- Vicente Rossi: Cosas de Negros. Editorial Aguilar, 1926, ISBN 950-511-699-3.
- Andrés M. Carretero: El Compadrito y el Tango. Ediciones Pampa y Ciel, 1964.
- Daniel Vidart: El Tango y su Mundo. Ediciones Tauro, 1967.
- Tomás de Lara, Inés L.R. de Panti: El Tema del tango en la Literatura argentina. Ediciones Culturales Argentinas, 1981.
- Noemí Ulla: Tango, Rebelión y Nostalgia. Centro Editor de America Latina 1982, ISBN 950-25-0632-4.
- Fernando O. Assunção: El Tango y sus Circunstancias. El Ateneo, 1984, ISBN 950-02-8366-2.
- Horacio Salas: El Tango. 3. Aufl. Editorial Planeta Argentina, 1989, ISBN 950-37-0219-4 (Übers. s. o.)
- Hugo Lamas, Enrique Binda: El Tango en la Sociedad Porteña 1880–1920. Editorial Lucci, 1998, ISBN 950-99589-1-3.
- Andrés M. Carretero: Tango, Testigo Social. Peña Lillo Ediciones Continente, 1999, ISBN 950-754-059-8.
- Sergio Pujol: Historia del Baile – de la Milonga a la Disco. EMECÉ Editores, 1999, ISBN 950-04-2064-3.
- Nicole Nau-Klapwijk: Tango, un baile bien porteño. Editorial Corregidor, Buenos Aires, ISBN 950-05-1311-0.